# Córdoba Club de Fútbol
El Córdoba Club de Fútbol (Unión Futbolística Cordobesa) es un club de fútbol español organizado como sociedad anónima deportiva. Tiene su sede en la ciudad de Córdoba, en la comunidad autónoma de Andalucía, España, y actualmente juega en Segunda División, segunda categoría del fútbol español. Fue fundado el 6 de agosto de 1954, producto de la fusión del C. D. San Álvaro y el R. C. D. Córdoba. Disputa sus encuentros como local en el Estadio Nuevo Arcángel.
La entidad es identificada por sus colores blanco y verde, lo cual le permite a sus aficionados recibir el apelativo de «blanquiverdes».
En la actualidad, el club ocupa el puesto 40.º en la clasificación histórica de la LFP y el 13.º de la Segunda División después de haber disputado un total de 9 temporadas en Primera División (la última en la 2014-15) y 35 en la categoría de plata.

## Historia

### Los orígenes del fútbol en Córdoba (1920-1954)
La aparición del fútbol en la capital cordobesa se produjo a mediados de los años 20 del siglo XX aunque este hecho no está determinado completamente. No obstante, existen muchas probabilidades de que fuese introducido por unos estudiantes residentes en Sevilla que lo practicaban de regreso a su localidad natal.
Hacia finales de la década de los años diez, surgen dos clubs que van a monopolizar el fútbol en la ciudad: el Córdoba Sporting Club, sociedad fundada en 1919, que vistió camisa blanca con pantalón azul y jugaba en los aledaños de los Jardines del Duque de Rivas, y por otro lado, la S. D. Electro Mecánica F. C., surgida en 1920, y quien empleó camisa rojiblanca con pantalón negro jugando en las instalaciones de SECEM (Sociedad Española de Construcciones Electromecánicas), la cual también le daba nombre a la entidad deportiva. Como es lógico, desde sus inicios, se impuso una gran rivalidad entre ambos clubs, las cuales se enfrentaron en gran parte en encuentros disputados de la por entonces conocida como Primera Categoría Grupo B bajo la organización de la Federación Regional del Sur.
La pujanza del fútbol cordobés fue creciendo a medida que transcurrían los primeros años 20, y pronto, fueron surgiendo nuevos clubs que se sumaron a la iniciativa futbolística iniciada por los dos primigenios. Entre ellos, destacaron fundamentalmente dos: el Córdoba F. C. que vistió camisa rojiblanca con pantalón blanco, y el Nacional F. C., los cuales fueron inscritos en la Federación Regional del Sur tal cual sus antecesores, permaneciendo en los campeonatos locales para enfrentarse a sociedades con menor peso como el Club Unión Balompié, el Racing Club, el Wanderers F. C., el C. D. Ibérica, el Español F. C., el Sporting F. C. o el Stadium Balompié de Córdoba. Todos ellos con breves carreras deportivas.
En 1923, Jerónimo Padilla, propietario de una importante empresa metalúrgica, al ver el auge que estaba experimentando el fútbol con cada vez más sociedades y personas volcadas en cada uno de los respectivos bandos, construyó el denominado Stadium de América. Dicha instalación, con capacidad para 5000 localidades, albergó a partir de entonces los encuentros del Córdoba Sporting Club y del Córdoba F. C.. Se inauguró el 27 de mayo con un enfrentamiento entre Córdoba Sporting Club y Athletic F. C. de Granada. El 27 de junio de 1924, el club sportinguista obtuvo de la Casa Real, el título honorífico de “Real”, pasando la institución blanquiazul a denominarse Real Córdoba Sporting Club. Sin embargo, los éxitos sociales obtenidos en los despachos contrastaban con lo demostrado deportivamente. Por su parte, la S. D. Electro Mecánica F. C. empezó a tener a partir de 1925 con mejores jugadores que los sportinguistas, llegando incluso a proclamarse subcampeones en el campeonato 1926-27 de Primera Categoría Grupo B.
Ya en la temporada 1928-29, la S. D. Electro Mecánica F. C. se hallaba en Primera Categoría Grupo B junto al Nacional F. C., mientras que el Real Córdoba Sporting Club continuaba en la Segunda. Eran los tiempos de la implementación del Campeonato Nacional de Liga en sus primeras categorías, y la capital cordobesa había quedado excluida por su bajo potencial futbolístico. De un lado, los sportinguistas sufrían problemas de índole económica, y por otro, la dirección de la empresa Sociedad Española de Construcciones Electro Mecánicas consideraba que la plantilla de jugadores de su primer equipo no rendía lo suficiente debido de las lesiones. Además, el alto coste de la Primera Categoría era también algo que ninguno de los dos clubs podía hacer ya frente. De ese modo, entre los círculos deportivos de la ciudad, se pensó constituir un nuevo club que recogiese lo más granado de las distintas sociedades locales, con el fin de aspirar a estar en el fútbol profesional. Y así finalmente, en el verano de 1929, la S. D. Electro Mecánica F. C. fue finalmente disuelta por la imposibilidad de su empresa a hacer frente a su manutención. Parte de sus mejores jugadores, junto a otros procedentes de otros clubes cordobeses, dieron origen al Córdoba Racing Club, constituido el 3 de octubre de ese año y presidido por Carlos Cáceres.
Los racinguistas fueron los primeros en vestir la elástica con los colores blanquiverdes (por la bandera andaluza), con un pantalón azul y haciendo uso del Stadium de América como recinto deportivo. Disputó su primer partido el 27 de octubre frente al equipo amateur del Real Betis Balompié, imponiéndose los locales por 1-0. Integrada la nueva sociedad por parte de algunos directivos del todavía activo Real Córdoba Sporting Club, desilusionados con su situación deportiva, el club sportinguista quedó profundamente tocado, siendo su futuro muy incierto salvo que se obrase algún milagro. Y éste llegó pocos días antes del estreno de los racinguistas. El club fue reorganizado el 20 de octubre, siendo elegido presidente José Aparicio Martínez, y regresó a la actividad tras la gran crisis sufrida, y contra todo pronóstico, después de reunir un importante elenco de jugadores, consiguió ser Campeón de su grupo de Segunda Categoría. Disputó una Promoción de Ascenso frente al Real Club Recreativo de Huelva, venciendo 3-2 en casa, pero siendo derrotado 2-0 en campo de los onubenses.
Durante la temporada 1930-31 Córdoba Racing Club y Real Córdoba Sporting Club compartieron grupo en Segunda Categoría, mientras que otros como el Nacional F. C. y el Córdoba F. C. emplearon el Stadium de América, y disputaron categorías inferiores del fútbol federado. En 1931, con motivo de la instauración de la II República, los sportinguistas perdieron su condición de “Real”, pasando a ser denominados Córdoba Sporting Club. A partir del momento empezaron a distanciarse deportivamente de los racinguistas. Al término de la campaña 1930-31, el Córdoba Racing Club ascendió a Primera Categoría, donde figuraban los grandes y más destacados clubs andaluces estrenándose durante la sesión 1931-32 con una plantilla de gran nivel, que luchó enconadamente por tratar de ascender a Segunda División mediante su intervención en la Fase Final de Tercera División.
En la temporada 1932-33 los racinguistas repitieron puesto en la Fase de Ascenso, logrando pasar a octavos de final donde fueron eliminados por el Cartagena F. C. tras ser derrotados por 4-0 en la ciudad departamental, y conseguir un insuficiente 1-0 en casa. Sin embargo, la gran trayectoria que el Córdoba Racing Club había atravesado esos años, se vio truncada debido a la deuda acumulada por sus repetidas inversiones para intentar ascender. De ese modo, en agosto de 1933, su Junta Directiva se vio en la tesitura de pagar lo que debía o, por lo contrario, tomar una decisión más drástica como abandonar la actividad. Finalmente, y una vez revisadas las cuentas, no se encontró solución, y el club blanquiverde terminó desapareciendo. En la edición 1933-34 los sportinguistas compitieron en Segunda Categoría mientras que el Nacional F. C. y el debutante Sparta Sporting Club lo hicieron en Tercera Categoría.
Transcurrida la primera mitad de 1934, los antiguos socios del desaparecido Córdoba Racing Club, añorando la historia de este club y algunos de los logros alcanzados, empezaron a reunirse con la finalidad de constituir una nueva sociedad que, con el mismo sentimiento, volviera a encabezar el movimiento futbolístico en Córdoba. Nombrada una comisión comandada por Ángel Pozanco Barranco para acelerar y conducir las gestiones necesarias, contando con la supervisión de la Federación Regional del Sur, en el Bar Español, quedó constituido el Racing Fútbol Club, con el propio Ángel Pozanco como presidente.
Empezando desde Primera Categoría, el Racing F. C. fue lentamente mejorando su proyecto hasta conseguir, al término de la temporada 1935-36, ascender a Segunda División tras eliminar mediante una Promoción de Ascenso al pacense Racing Club Extremeño.
Sin embargo, y preparándose para su debut en la categoría de plata, el estallido de la Guerra Civil en julio de 1936 le hizo tener que esperar hasta la campaña 1939-40. Ya en 1941 adoptó el nombre de Club Deportivo Córdoba, al ser aplicada la Ley que prohibía el uso de extranjerismos. Descendido a Primera Regional, tras el ascenso a Tercera División y coincidiendo con el mandato de su presidente José Ramón De la Lastra, en 1944, consiguió el título de “Real” pasando a ser titulado Real Club Deportivo Córdoba, nombre con el que regresó a Segunda División disfrutando de esta categoría entre las temporadas 1945-46 y 1947-48, mientras en la campaña 1948-49, descendido, jugó en Tercera División para cerrar la década con un nuevo ascenso a la categoría de plata. Cabe destacar que, desde el 8 de septiembre de 1945, el conjunto blanquiverde comenzó a disputar sus partidos en el estadio de El Arcángel.
Durante los años cuarenta, fueron surgiendo varias entidades como la Gimnástica Cordobesa, el Español de Las Margaritas, el C. D. Patria, el C. D. Santa Marina, el C. D. Ciudad Jardín, la U. D. Ferroviaria en la Estación Central, el C. D. San Lorenzo, el C. D. Coliseo o el C. D. San Rafael, a los que más tarde se incorporarán el Imperial F. de J., el C. D. Cruz Roja, el C. D. Español de Santiago, el C. D. Perla, el C. D. Juventud, el C. D. Cenemesa y el C. D. Candelaria, destacando por encima de todos, el Club Deportivo Electro Mecánica, quien originado en la misma empresa de años antes, tuvo un momento de esplendor a finales de los años cuarenta, ascendiendo y militando en Tercera División.
Al arrancar los años cincuenta, el R. C. D. Córdoba continuó su andadura en Segunda División, acentuándose cada año un poquito más una creciente deuda que parecía no tener visos de cancelación. Fruto de sus problemas financieros al término de la temporada 1952-53 se descendió a Tercera División destapándose en la campaña 1953-54 un débito en torno al millón y medio de pesetas. Sin ninguna alternativa a tan crítica situación, el 31 de julio de 1954 el club blanquiverde desaparecía en decisión adoptada por su Asamblea General.

### Fundación del Córdoba C. F. y primeros años (1954-1956)
El Real Club Deportivo Córdoba junto al C. D San Álvaro, serían el germen de lo que terminaría siendo el Córdoba Club de Fútbol en el verano de 1954. En la temporada 1953-54, dichos clubes cordobeses militaban en Tercera División: el Deportivo San Álvaro acababa de ascender de Regional y el R. C. D. Córdoba de descender de Segunda División. La coincidencia en la misma categoría de ambos clubes, animó las tertulias futbolísticas, sobre todo la de la calle de la Plata, donde se ubicaba la sede social del equipo blanquiverde. El nuevo club empezó a tomar forma después de la adquisición de los derechos federativos del club decano de la capital, debido en gran parte a que éste se encontraba en proceso de desintegración. Finalmente, el 6 de agosto de ese año, quedó establecido el nuevo club cordobés como Córdoba Club de Fútbol, ocupando la plaza del San Álvaro en Tercera División, y obteniendo los colores y escudo blanquiverdes del Real Córdoba.
El primer presidente del recién fundado club fue Andrés Jurado Alcántara, presidente hasta ese momento del Deportivo San Álvaro. Se designó como entrenador al malagueño Arcadio Martínez, que había destacado al frente de varias plantillas de clubes andaluces. La plantilla se compuso de 19 jugadores.
La temporada 1954-55 en Tercera División, el nuevo Córdoba finalizó 4.º, lo que le obligó a jugar una fase de permanencia, en la que alcanzó el 7.º puesto.
No obstante, la campaña 1955-56 fue todo un éxito. Bajo la presidencia de Alfonso Cruz-Conde, se puso en marcha la Operación 10 000 socios, a la que respondió fenomenalmente la ciudad. Con un joven entrenador como José Juncosa, que debutaba en fútbol profesional, y con unos fichajes acertados, el Córdoba pudo al fin ascender a la Segunda categoría del fútbol español un 22 de abril de 1956.

### Camino a Primera (1956-1962)
La 1956-57 resultó muy placentera para la entidad. Después de un verano de amistosos variados, por fin el Córdoba se estrenó en el campeonato ante el Eldense a domicilio, donde sufrió una goleada por 4-0, la cual sería vengada en el encuentro de la segunda vuelta, donde el conjunto blanquiverde se impuso por 8-1. Fue aquel un año espectacular en lo que a registro anotador se refiere: se anotaron 96 tantos en 38 encuentros (2,5 goles por partido), más que ninguno de los otros 19 equipos. De entre un elenco de atacantes destacó sobremanera el veterano Araujo, que coló 27 dianas. No es de extrañar que los de Juncosa acabaran a un paso de ascender a Primera. Concluyeron el campeonato 4.º, con 43 puntos, los mismos que el Murcia (3.º), a dos del Hércules (2.º) y a cuatro del Granada (campeón del grupo). La trayectoria de aquel grupo fue de menos a más. Comenzó la temporada de forma dubitativa, pero su gran rendimiento como local, sin perder ningún partido, le hizo ir progresando en la clasificación. Como curiosidad de esa 1956-57, el Real Madrid visitó Córdoba el 8 de diciembre de ese 1956, y el conjunto de Juncosa le plantó cara perdiendo únicamente 4-5. Ese mismo día se incorporó a la junta directiva Rafael Campanero Guzmán, que hasta ese momento se dedicaba a seleccionar jugadores juveniles para el equipo. En esa temporada, fue la primera vez que al Córdoba le sancionaron por lanzamiento de objetos al campo en un duelo frente Castellón, lo que provocó que la Federación prohibiera que se vendieran almohadillas en el Arcángel durante dos partidos. Además, ese mismo año, se creó una sección de balonmano del Córdoba, cuyo masajista era el mítico Litri.
La 1957-58 fue complicada. Si el año anterior había habido problemas de despachos, éste los iba a haber en lo deportivo. José Barrena, José Luis Fernández-Castillejo y Alfonso Cruz-Conde se sucedieron en la presidencia mientras que Diego Lozano Rodríguez fue el inquilino del banquillo, hasta su destitución ya cercano el final de la temporada. Para dicho trayecto final, Roque Olsen y Fernando Guillamón asumieron el cargo, actuando como jugadores-entrenadores. En suma, cayó un registro histórico, pues el 30 de marzo de 1958, casi tres años después, el equipo blanquiverde volvía a perder en casa ante el Real Betis por 0-2, siendo su primer traspié como local en Segunda.
En cambio, el comienzo de los sesenta resultó singularmente histórico. Para empezar, la 1959-60 supuso el retorno de Alfonso Cruz-Conde como presidente, aunque apenas duró hasta el 10 de marzo, cuando fue suplido por José Salinas González. Roque Olsen fue el elegido para ocupar el puesto de técnico, ya por fin había conseguido aprobar su examen de entrenador nacional.
La 1960-61 tampoco fue especialmente brillante, pero quedaron sentadas buenas bases. En liga el conjunto blanquiverde osciló en la zona templada de la clasificación durante todo el campeonato, aunque en los últimos meses, una buena racha le hicieron quedarse muy cerca de los puestos de ascenso. En Copa, después de eliminar al San Sebastián, el sorteo deparó que tenían que medirse al Racing. Los de Olsen ganaron 3-0 en casa y perdieron 4-1 en Santander, teniendo así que jugar un encuentro de desempate en el Bernabéu en el que, después de una intensísima prórroga, la balanza cayó del lado de los cántabros, que se terminaron imponiendo 2-1. Como curiosidad, el 24 de septiembre de 1960, el Córdoba estableció un nuevo récord: disputó el partido más largo de su historia ante el C. D. San Fernando. Como la fecha coincidía con una corrida en la Plaza de Los Califas por la feria del mes de septiembre, la directiva decidió que el encuentro se disputará a las 11 de la noche. Ganaba el Córdoba 3-0 y a falta de 15 minutos para el final se fue la luz. De este modo, el árbitro decretó que el choque siguiera al mediodía del día siguiente. Así se hizo, y el resultado no se movió.
Y llegó la inolvidable 1961-62. El Córdoba logró por vez primera en su historia ascender a la Primera División del fútbol español. Y además, lo hizo de una manera brillante. Roque Olsen dispuso una plantilla llena de extranjeros, y el presidente José Salinas contó con una junta corta y operativa que colaboró con una gestión brillante al tremendo éxito. Ya desde el inicio del verano las sensaciones eran buenas. Así fue. El Córdoba se colocó ya en la cuarta jornada líder después de golear 5-0 al Cartagena, y a partir de la novena no perdió ese puesto en ningún momento. Su gran rival en la lucha por subir fue el Málaga, que tenía también un gran equipo. La disputa por el primer lugar de la tabla no se decidió hasta la última jornada, en la que los de Olsen tenían dos puntos de ventaja sobre los albiazules, pero el golaverage les era adverso, por lo que era imprescindible lograr al menos un empate en ese último encuentro en Huelva ante el Recreativo. El 1 de abril de 1962, en el campo del Estadio Colombino, el Córdoba logró imponerse por 0-4 al conjunto onubense, logrando así su primer ascenso a la Primera División.
La fiesta se prolongó durante días. Por decenas de miles se contaban los cordobeses que jalearon la gesta por las calles mientras los futbolistas eran recibidos por el alcalde y expresidente del Córdoba, Alfonso Cruz-Conde, junto al que estuvieron presentes el presidente de la Diputación Cabello de Alba y el gobernador civil Mateu de Ros. La alineación base de aquella temporada la formaban: Benegas en la portería; Simonet, Martínez Oliva y Navarro en defensa; Martínez, Juanín, y Costa en el centro del campo; y Riaji, Miralles, Paz y Homar en el ataque.

### Época dorada (1962-1970)
1962 supuso el comienzo de la mejor de las épocas que el club blanquiverde ha vivido a lo largo de su historia. En la primera de esas temporadas, la 1962-63, el presidente del club era José Salinas y en el banquillo continuó Roque Olsen, que dejaría su puesto al acabar la temporada. Un total de 9841 personas formaron la masa social de la entidad. En el plano deportivo, el once tipo de aquella campaña era el mismo que había logrado el ascenso la campaña anterior. Finalmente los blanquiverdes acabaron en 12.º, y en Copa eliminaron al Cádiz en dieciseisavos, pero claudicaron ante el Atlético en octavos. Durante esa campaña, el defensor Mingorance se convirtió en el primer jugador del Córdoba en debutar con la Selección española, en un encuentro en el Bernabéu ante Escocia.
Muy duro fue el final de la 1963-64. Por encima de lo deportivo, en lo que el Córdoba acabó 11.º, un accidente de autobús de línea el 26 de abril de 1964 tiñó de luto la ciudad. Era la última jornada de Liga, y la ciudad se había volcado para apoyar a su equipo en el decisivo partido para salvar la categoría ante el Levante. Casi todos los aficionados estaban ya dentro del campo cuando faltaba un último transporte público de AUCORSA. Quedaban dentro once pasajeros, pero la dirección no respondió, y a pesar de los esfuerzos del conductor, el vehículo terminó cayendo al Guadalquivir. Sólo se salvaron dos personas. La noticia, lógicamente, causó un gran revuelo en el estadio, en el que se abrieron las puertas de El Arcángel, mientras la megafonía avisaba a los presentes. A los funerales por las víctimas asistió el mismísimo Príncipe Juan Carlos en su primer viaje a Córdoba. Aquel funesto encuentro acabó 4-0 para los blanquiverdes, que terminaron lograndon la salvación.
En la 1964-65, el Córdoba iba a protagonizar la mejor campaña de su historia. En aquel equipo entrenado por Ignacio Eizaguirre coincidieron varios jugadores en un nivel futbolístico óptimo, una gran afición, y un presidente como José Salinas. Gracias a todos estos factores, el conjunto blanquiverde acabó 5.º, en una clasificación en la que solamente fue superado por Real Madrid, Atlético, Zaragoza y Valencia, pero superó a otros como el F. C. Barcelona, Athletic, Sevilla, Español y Betis. Sin embargo, no hubo posibilidad para clasificarse para jugar competición europea, ya que la Copa de Europa era sólo accesible para los campeones de liga, y la entonces Copa de Ferias era disputada por equipos de ciudades en ferias.

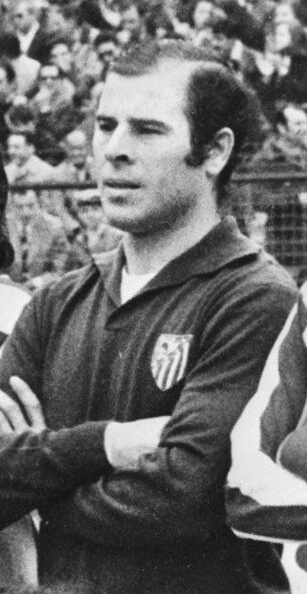
Miguel Reina, guardameta titular entre 1964 y 1966.

La principal clave del éxito fue también la fortaleza del conjunto de Eizaguirre como locales. Pues, en el Arcángel, apenas se escaparon tres empates ante Atlético, Murcia y Las Palmas, y encajaron tan sólo dos goles. El primero lo anotó Di Stéfano, que por entonces militaba en el R. C. D. Español, mientras que el segundo fue obra de Ricardo Costa en propia puerta en el partido frente al Zaragoza. Ambos encuentros terminaron con un marcador de 2-1 a favor del conjunto blanquiverde. Desde entonces, dicho registro sólo ha podido ser igualado por el Pontevedra en la temporada 1968-69.
En lo que a la Copa se refiere, el Córdoba logró clasificarse en los dieciseisavos, después de remontar el 1-0 adverso de la ida ante el Burgos C. F., ganando por 3-1 en casa. Sin embargo, terminó siendo eliminado en los octavos ante el Valencia tras perder 2-1 en la ciudad del turia y empatar a 0 en El Arcángel. Al finalizar el campeonato, dos de los mejores jugadores de la plantilla como eran Tejada y Mingorance, acabaron firmando por Real Madrid y Español respectivamente. También dejó la entidad el técnico Eizaguirre, que recaló finalmente en el Sevilla, siendo suplido por Eduardo Toba. Afortunadamente, otro hecho positivo fue el estreno en la portería del Córdoba del joven guardameta Miguel Reina.
La siguiente campaña no resultó tan exitosa la anterior, ya que pesaron los múltiples cambios en la plantilla y el cuerpo técnico. En esa 1965-66, el conjunto blanquiverde acabó 11.º, y cayó en octavos de Copa ante el Real Zaragoza después de un 0-2 y un 4-1. Además, el presidente Salinas dejó su puesto, el cual fue adoptado por el gerente Rafael Morón. 

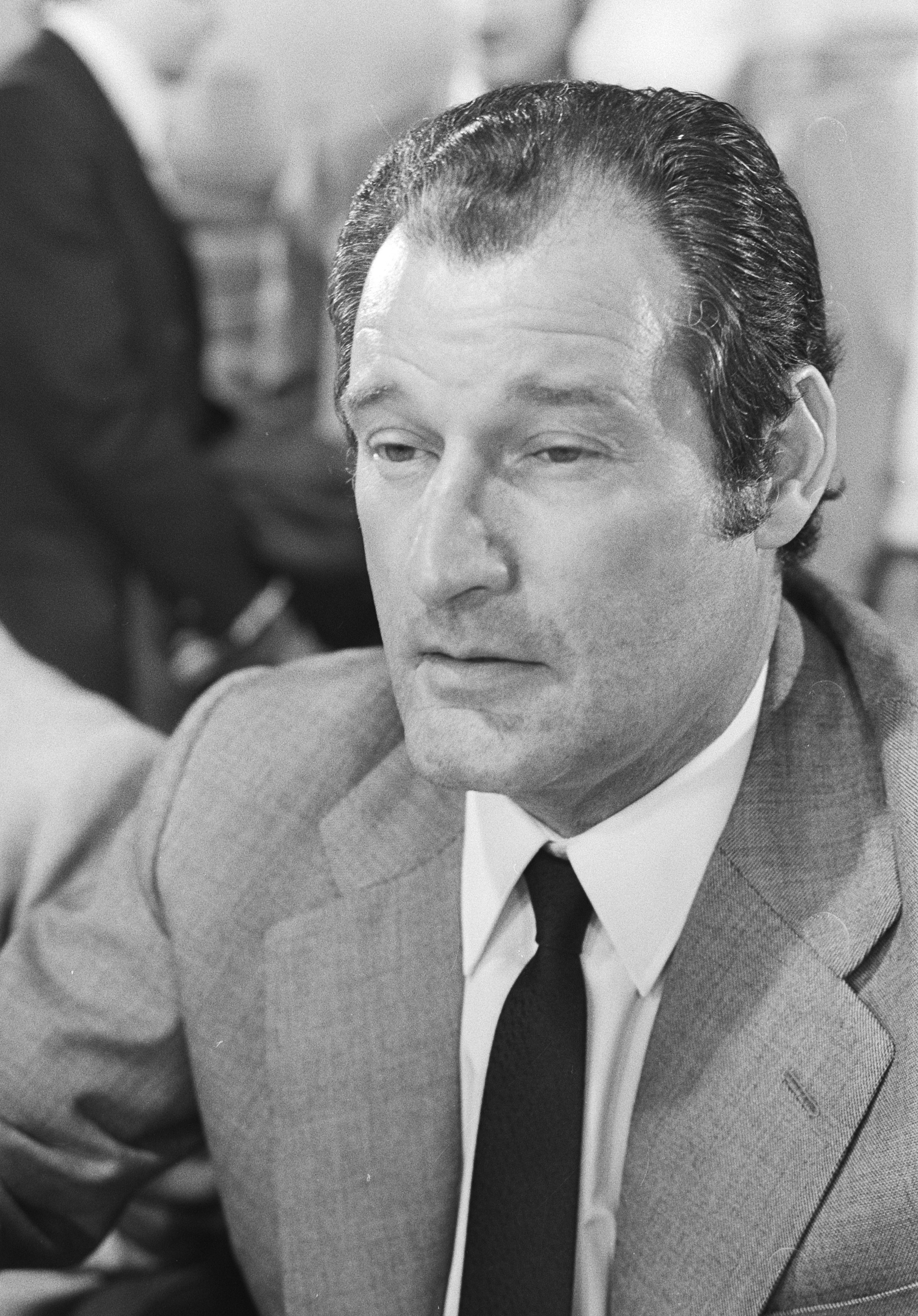
Marcel Domingo, técnico entre 1966 y 1968, logró la mejor participación del club en la competición copera, alcanzando las semifinales.

La campaña 1966-67 fue la primera de Rafael Morón como presidente del conjunto cordobesista, consiguiendo el club llegar a los 6500 socios. Cabe destacar que se produjo la salida del joven portero Reina, el cual terminó fichando por el Barcelona. En lo deportivo, el plantel a las órdenes de Marcel Domingo, tuvo una participación más bien discreta en la Liga, en la que terminó 12.º. No obstante, logró su cota más alta en la Copa. En dieciseisavos de final eliminó al Atlético Ceuta, remontando un 4-2 adverso a domicilio, venciendo en El Arcángel por 5-0. En octavos, la víctima fue el Europa, ante el que logró un 1-1 en la ida, y un 4-0 en la vuelta en Córdoba. Los cuartos ante el Pontevedra exigió un encuentro de desempate en Madrid, después de sendos 1-1. Así, el 18 de junio de 1967 el Córdoba disputó por primera y última vez en su historia unas semifinales de Copa. El rival era el conjunto que más disfruta en esta competición, el Athletic Club de Bilbao. En la ida en El Arcángel, se produjo la victoria de los vascos por 0-1, después de una polémica actuación parcial del árbitro valenciano Birigay Con la eliminatoria casi resuelta, los rojiblancos volvieron a imponerse por 2-0 en San Mamés, acabando así con la mejor andadura del Córdoba en la Copa nacional.
La siguiente campaña, la 1967-68, fue especialmente dramática. Más allá de lo deportivo, se produjo el fallecimiento en un accidente de tráfico de uno de los jugadores más emblemáticos de la entidad, Ricardo Costa. La permanencia en la élite resultaba cada vez más complicada para un plantel que, estuvo a las órdenes de Marcel Domingo primero, y de Fernando Argila después. Finalmente, el Córdoba acabó como 13.º, viéndose obligado a disputar la promoción de permanencia ante el Calvo Sotelo de Puertollano. El 3-0 de la ida en El Arcángel dejó casi resuelta una eliminatoria que, una semana después, terminó con otra victoria blanquiverde por 1-3.
La temporada 1968-69 le iba a deparar al Córdoba su primer descenso de categoría. Hubo varios factores determinantes: una plaga de lesiones a lo largo de toda la temporada, un plan de rejuvenecimiento que no dio los frutos esperados, y una cierta inestabilidad institucional. El presidente aquel año fue otra vez Rafael Morón, y por el banquillo desfilaron Fernando Argila, Juanito Vázquez, y el mítico Kubala. Ese año, Jaén y Crispi fueron preseleccionados para acudir con el equipo olímpico español a México 68. No obstante, el paso del conjunto blanquiverde por la Copa no duro demasiado, pues fue eliminado por el Valencia en los dieciseisavos de final. Como curiosidad, esa temporada sumó a las filas al club blanquiverde el gran Francisco Calzado Ferrer, más conocido como Litri, que con el paso de los años, se convertiría en toda una institución del Córdoba. Sin embargo, antes de que comenzara el campeonato de la siguiente temporada, los míticos Simonet y Juanín anunciaron su marcha de la entidad, lo cual significaba la salida de los dos últimos jugadores que habían protagonizado la mejor época de la historia del club.

### Década convulsa (1970-1980)
De nuevo en Segunda División, y de cara a la 1969-70, se produjo la llegada a la presidencia de Rafael Campanero Guzmán. El objetivo marcado desde el inicioera lógicamente el retorno a la élite, y finalmente el equipo quedó cerca de lograrlo al acabar 5.º. En el banquillo se sentó de nuevo Ignacio Eizaguirre, y aunque inicialmente todo siguió un buen guion, llegando incluso a ostentar el liderato algunas jornadas, posteriormente se desinfló.

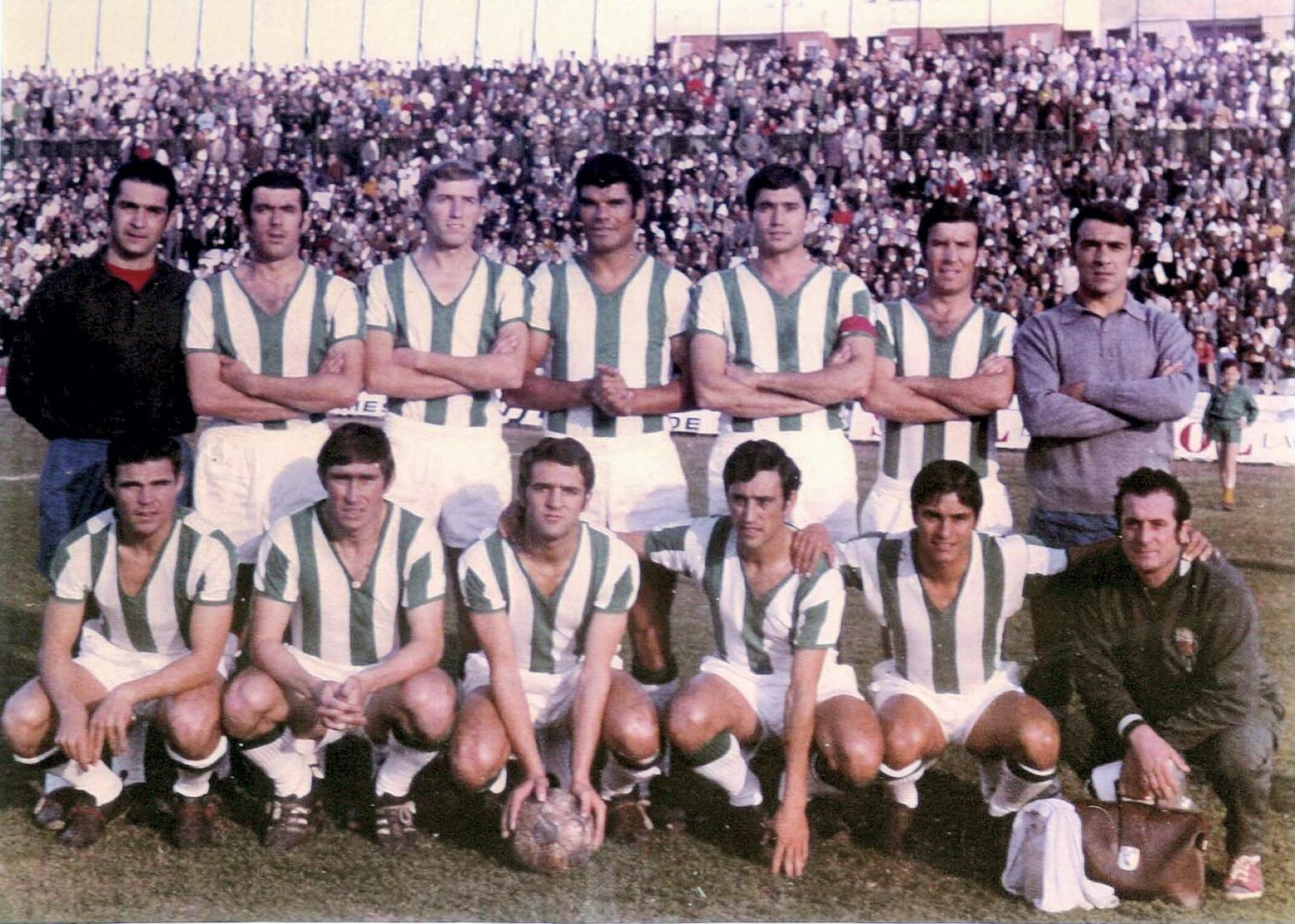
Alineación base que logró el ascenso a Primera División en la temporada 1970-1971. De izquierda a derecha y en pie: Molina, López Prieto, Verdugo, Mingorance, Torres, Rodri, y García; agachados: Manolín Cuesta, Rivera, Cruz Carrascosa, Toto, Rojas, y Litri (masajista)

En la temporada 1970-71 el Córdoba logró su segundo ascenso a Primera División, con una plantilla muy joven llena de canteranos, y con uno de los presupuestos más bajos de la categoría. Con José Juncosa como entrenador, el once base de aquella temporada era el formado por Molina en la portería; López Prieto, Mingorance y Verdugo en defensa; Rodri y Torres en el centro del campo con Rojas, Rivera, Cruz Carrascosa, Toto, y Manolín Cuesta en ataque, acabando este último como máximo anotador de la categoría con 18 tantos. El Córdoba se aseguró quedar entre los cuatro primeros después de derrotar en la penúltima jornada al Hércules por 2-1. Esto, sumado a que la Primera División pasó el siguiente año a componerse de 16 a 18 equipos, le permitieron al club volver a la máxima categoría del fútbol español después de un paréntesis de dos campañas en Segunda. El retorno a Primera fue muy ilusionante, sobre todo al poco tiempo que había estado el conjunto blanquiverde compitiendo en la categoría de plata. Para la celebración, hubo fuegos artificiales y un gran recibimiento de la ciudad, la cual se volcó con sus jugadores. Unas 10 000 personas colapsaron La Victoria en la celebración.
Sin embargo, la 1971-72 en Primera División fue un duro golpe: los cordobesistas, bajaron de forma matemática a falta de dos jornadas para el final tras perder 4-2 ante el Valencia. En la jornada siguiente, ya descendidos, le quitaron la Liga al Barcelona gracias a un gol de Fermín tras un penalti cometido sobre Manolín. El último encuentro del Córdoba en la élite fue ante el Granada, un 14 de mayo de 1972. en el que perdieron por 1-0. En el banquillo se sentó el brasileño Vavá y en el palco siguió Rafael Campanero por aclamación popular, después de sopesar su renuncia.
La 1972-73 suponía el retorno a la categoría de Plata, la cual no sentó demasiado bien a la institución blanquiverde. El objetivo estaba claro que era ascender cuanto antes, pero el equipo acabó 13.º debido a muchos problemas deportivos e institucionales. Afortunadamente, en la promoción de permanencia, el Córdoba se impuso por 3-0 en la ida en El Arcángel ante el Girona con hat-trick de Manolín Cuesta, lo que hizo inútil el 3-2 de la vuelta. Durante la temporada, Vavá acabó siendo despedido por los resultados y su lugar lo ocupó Joseíto. En la Copa, el Córdoba duró poco, debido a que en su eliminatoria ante el Ourense fue goleado en tierras gallegas 3-0, quedándose a las puertas de igualar la eliminatoria con un 3-1 en la vuelta en Córdoba.
La 1973-74 fue otra decepción. Con una plantilla hecha una vez más para ocupar puestos altos, en la que destacó el fichaje de Daniel Onega, procedente de River Plate, la inestabilidad en el banquillo terminó pesando más. Los entrenadores de esa campaña fueron García-Verdugo, Ángel Moreno González, de nuevo Vavá y Gonzalo Uceda. Se repitió el 13.º puesto, teniendo así que disputar una promoción, que esta vez no fue tan sencilla. En la ida en El Arcángel ante el Almería, el 3-1 con los goles de Cruz Carrascosa, Manolín Cuesta y Escalante, se vieron contrarrestados en una vuelta en la que el rival llegó a ponerse 3-0 en su feudo. Durante siete angustiosos minutos el Córdoba estuvo virtualmente en Tercera. Afortunadamente, marcaron Manolín Cuesta y Cruz Carrascosa de nuevo y salvaron la papeleta. En Copa, fue eliminado de forma inesperada ante el Tenerife, después de que los insulares fueran capaces de imponerse en la vuelta por 4-0 tras perder 3-0 en la ida en El Arcángel. Al final de la campaña se produjo la despedida de Manolín Cuesta, que fichó por el Español.
No obstante, la 1974-75 puede ser calificada de positiva. Los blanquiverdes entrenados por Vavá y presididos primero por Campanero, luego por José Torronteras y por último por Ricardo Mifsut, se realizó una magnífica primera vuelta, en la que el equipo llegó a ser líder varias jornadas. Sin embargo, un partido clave en marzo ante el Cádiz en casa, fue el primer detonante de una descomposición interna. Al final de la temporada, el Córdoba finalizó 4.º, sólo por detrás de Oviedo, Racing y Sevilla. Fue de las veces que más cerca ha tenido de volver a Primera.
De cara a la 1975-76, la plantilla estaba hecha una vez más para ocupar puestos altos, y lo cierto es que el ambiente invitaba a soñar con ello, teniendo en cuenta que casi se llegaron a los 10 000 abonados. Acabó 8.º, pero no fue hasta la antepenúltima jornada que se pudo certificar de forma matemática su continuidad en la categoría de plata. Se disputó el primer Trofeo Ciudad de Córdoba, entre el conjunto blanquiverde, el Vitória Setúbal y Boca Juniors, siendo los primeros quienes se alzaron con la copa al vencer a los argentinos 4-2 y empatar 0-0 con los lusos.
No obstante, la 1976-77 resultó decepcionante. El objetivo volvía a ser el ascenso, lo cual coincidía con la creación ese año de la Segunda División B, por la cual, apenas descendían cuatro equipos de categoría. Sin embargo, en una temporada en la que el Córdoba fue incapaz de sumar un triunfo a domicilio, finalizó 15.º. En Copa eliminó al Xerez y al Calvo Sotelo, para terminar sucumbiendo ante el Celta. Esa temporada supuso la última como cordobesistas de dos jugadores: el arquero Molina y el centrocampista Onega. El técnico de aquella temporada fue Ignacio Eizaguirre, aunque en abril dimitió y su puesto lo tuvo que ocupar el secretario técnico, Juan María Lasa.
La 1977-78 fue peor. El Córdoba acabó bajando a la recién creada Segunda B por vez primera en su historia. Por segunda campaña consecutiva, el equipo fue incapaz de sumar un triunfo a domicilio, logrando apenas ocho victorias como locales. El once base lo formaban Vallespir en la portería; Estella, Varo, Marín y Cobo en defensa; Carlos, Perico Campos y Delgado en el centro del campo con Calero, Mansilla y Martín Roales en ataque. El presidente Mifsut no terminó la temporada, siendo suplido por Joaquín Bernier. Tampoco terminó el entrenador que empezó la campaña, Lasa, siendo reemplazado por Ben Barek en octubre, aunque el marroquí tampoco fue capaz de sacar al equipo de la zona de castigo. El descenso tuvo lugar el 14 de mayo, en la última jornada en La Coruña, donde perdieron 6-1. En Copa, al menos, pasaron tres rondas, en las que lograron eliminar al Compostela, Bilbao Athletic y Rayo Cantabria, antes de sucumbir ante el Cádiz. Por otro lado, el equipo filial de aquel entonces por el contrario ascendió por esas mismas fechas a Tercera. Sin embargo, la directiva tuvo que renunciar a la plaza por falta de presupuesto.
La 1978-79 supuso el estreno en Segunda B. Hasta la última jornada de liga estuvo el equipo luchando por la permanencia, y ésta se tuvo que lograr con un empate ante el Ibiza. Al menos, con la victoria en Xátiva por 1-2 rompió una racha de más de tres años sin ganar como visitante. El presidente fue José María Romeo Moya y el técnico que comenzó la temporada fue Ramón Miralles, suplido en enero por Manuel Guillén del Castillo, que formó un tándem con Rodri, que llevaba al juvenil. El Córdoba acabó 17.º, a un único punto del descenso a Tercera. En Copa eliminó al Valdepeñas y al Granada antes de caer ante el Sevilla en los dos encuentros (1-2 y 5-2).
En la 1979-80, el conjunto blanquiverde logró un tranquilo 7.º puesto final en la tabla, sin sufrir los apuros clasificatorios de anteriores campañas. Se notó la firme mano del nuevo técnico José María Negrillo. Continuó José María Romeo como presidente, pero se produjo la marcha de Litri, el mítico masajista, que se fue con billete de ida y vuelta al Levante. Como curiosidad, el Córdoba jugó los dos últimos partidos de la temporada como local en el Benito Villamarín y en el Sánchez Pizjuan, ya que El Arcángel se encontraba clausurado tras recibir una pedrada el colegiado que pitó el partido ante el Eldense.

### Hundimiento a Tercera (1980-1984)
En la 1980-81, el Córdoba logró regresar una vez más a la categoría de plata. Lo hizo de una forma brillante, siendo 2.º en su grupo por detrás del Mallorca. Con Cayetano Ré en el banquillo, la gesta se concretó el 3 de mayo de 1981 en Ibiza tras un 1-1. En Copa del Rey, la trayectoria fue menos brillante, quedando eliminado el conjunto blanquiverde en primera ronda por el San Fernando, que igualó el 2-1 de la ida y se lo llevó en los penaltis.
La 1981-82 resultó muy complicada institucionalmente. Hasta cuatro técnicos se sentaron en el banquillo de El Arcángel: Cayetano Re, Escalante, Pachín (que no llegó a sentarse en el banquillo al padecer una depresión), y Rajkov. Afortunadamente, los blanquiverdes lograron salvar la categoría cuando aún restaban tres partidos para el final, quedando 13.º.
Sin embargo, la siguiente temporada (1982-83) sería para olvidar. El Córdoba fue colista durante casi toda la Liga, y acabó sucumbiendo al pozo de la Segunda División B. Los entrenadores de esa campaña fueron Rajkov y Uceda. El descenso se consumó luego de un 4-0 en Palencia el 17 de abril de 1983.
Pero lo peor estaba por llegar. En la 1983-84 el Córdoba terminó 19.º en su grupo de Segunda B, con sólo 8 victorias y muy descolgado, lo cual se tradujo en su descenso a Tercera por primera y última vez.

### Travesía por Segunda B (1984-1999)
Afortunadamente, la pesadilla duró poco. En la 1984-85, con Josu Ortuondo como entrenador, acabó subcampeón de su grupo, y logró imponerse en la promoción de ascenso: en la semifinal ante el C. D. Mestalla fue derrotado por 1-0 en Valencia, pero logró darle la vuelta a la eliminatoria con un 2-0 en casa; y en la Final al Valdepeñas consiguió imponerse por 4-1 en casa y 0-1 en la ciudad manchega. Córdoba entera se echó a la calle para festejar ese logró.
Con este ascenso, el Córdoba comenzó un ciclo de 14 temporadas consecutivas en Segunda División B, convirtiéndose en un clásico en la categoría de bronce. En la temporada 1990-91 acabó 3.º en Liga, pero en la liguilla por el ascenso quedó último sumando únicamente dos empates. Fue superado por el Racing de Santander, el Cartagena y el Getafe. En la campaña 1994-95 el Córdoba terminó 1.º del grupo IV de Segunda B, pero en la promoción se quedó a un punto del Sestao.
Un año después, en la 1995-96 el Córdoba finalizó 4.º, siendo superado de nuevo, pero por el Levante esta vez. En la 1996-97 conquistó un nuevo título de Liga de Segunda B, pero en la promoción se produjo una nueva decepción al ser superado por el Elche por diferencia de goles en la liguilla por el ascenso. El conjunto blanquiverde tuvo en su mano el ascenso después de empatar a 0 en el Martínez Valero, pero en las dos últimas jornadas, lo dejó escapar de forma casi inesperada.

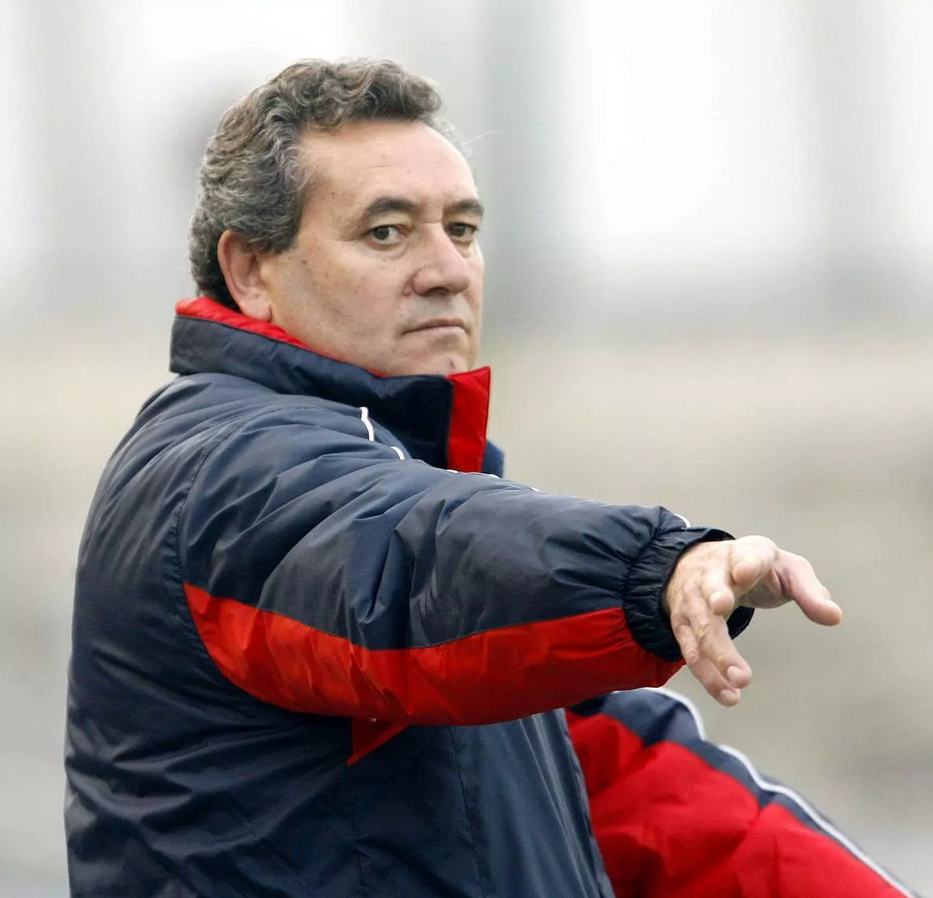
Pepe Escalante logró como entrenador dos ascensos de la entidad a Segunda División, en 1999 y 2007.

No obstante, el ansiado ascenso a Segunda División llegó de forma casi inesperada. Después de una temporada complicada, el final de la 1998-99 resultó glorioso. El Córdoba, con Pepe Escalante al frente del banquillo y Manuel Oviedo como presidente, terminó 3.º en su grupo, logrando clasificarse para el play-off después de un choque ante el Plasencia. Ya en la promoción de ascenso, logró superar de una manera épica al Cartagena. Ambos conjuntos llegaron a las dos últimas jornadas jugándose el ascenso, después de que Racing de Ferrol y Cultural Leonesa se quedasen sin opciones. Así, después de un importante 2-0 en el Nuevo Arcángel con goles de Pierini y Guzmán, el Córdoba se tuvo que jugar el ascenso en un Estadio Cartagonova lleno hasta la bandera, un 30 de junio de 1999. El equipo local fue capaz de ponerse por delante en el minuto 21 de penalti con gol de Keko, pero los de Escalante fueron capaces de darle la vuelta al marcador en la segunda mitad con dos golazos de falta de Óscar y Ramos. Así, con el 1-2 final, el Córdoba regresaba a la Segunda División después de casi dos décadas de travesía por el fútbol no profesional. La celebración en Las Tendillas es una de las mejor recordadas en la historia de la entidad.

### Conversión en S. A. D. y transición en Segunda (1999-2005)
El regreso a la Segunda División fue vivido con gran entusiasmo por parte de la afición cordobesista, deseosa de ver jugar a su equipo en esta categoría después de casi veinte años. El 2 de julio de 2000 se logró la transformación de la entidad en sociedad anónima deportiva, y en aquella época se llega a superar la cifra de los 10 000 abonados. Los dos primeros años tras el retorno fueron bastante positivos, logrando en la 1999-2000 una holgada salvación (12.º), y en la 2000-01 incluso llegando a ocupar el liderato de la categoría durante varias jornadas.
La temporada 2001-02 estuvo marcada por la irregularidad del equipo, lo que provocó la alternancia en el banquillo de García-Verdugo, Crispi, Pepe González, y García Remón. Finalmente, el club logró una buena racha de resultados en el trayecto final de la campaña, lo que le permitió acabar en una tranquila 14.ª posición.
Un año más tarde, volvió Josu Ortuondo como entrenador. No obstante, tras otra errática campaña en la que el conjunto blanquiverde recibió su primer aviso, el equipo terminó siendo entrenado por Fernando Zambrano primero y por Castro Santos después, consiguiendo evitar el descenso en la última jornada ante el Getafe en el Coliseum Alfonso Pérez tras un empate a 1. Aún más apurada fue la salvación en la 2003-04, cuando un gol de Nico Olivera en Leganés libró al Córdoba de descender.
La suerte se acabó el 12 de junio de 2005. El 3-4 ante el Valladolid provocó el descenso a Segunda B, a pesar del denodado esfuerzo del grupo capitaneado por los denominados Héroes Blanquiverdes, los cuales eran futbolistas que creyeron durante la segunda vuelta en la salvación a pesar de estar el conjunto casi sentenciado. Entre estos jugadores tan queridos se encontraban Pablo Villa, Alessandro Pierini o Cristian Álvarez. A pesar de la derrota y la caótica campaña, en la que hasta cuatro técnicos distintos se sentaron en el banquillo, la afición despidió a su equipo bajo una gran ovación después del gran esfuerzo demostrado.

### Ascenso en Huesca y estabilidad (2005-2011)
En 2005 el Córdoba se encuentra de nuevo en el pozo de Segunda B. A pesar de grandes fichajes como Javi Moreno, el conjunto entrenado primero por Quique Hernández, y luego por Pepe Escalante, terminó 6.º en Liga, lo cual no le permitía disputar la promoción de ascenso.
El objetivo sí se alcanzaría en la siguiente campaña 2006-07, en la que acabó 4.º. En la fase de ascenso se enfrentó al gran favorito, el Pontevedra. Sin embargo, en un Nuevo Arcángel abarrotado y en un partido intensísimo, consiguió mantener un 0-0 que le sería útil en la vuelta. En Pasarón, dos goles de Asen permitieron un 2-2 que resultó suficiente para pasar a la ronda final. En ella, el enemigo era el Huesca, pero el 2-0 en Córdoba ante 20 000 personas, con goles de Pierini y Guzmán dejó muy decantada una eliminatoria que se cerró el 24 de junio de 2007 en El Alcoraz. Dani marcó de penalti el 1-1 que volvió a llevar la euforia a la ciudad. Era un ascenso fraguado bajo la propiedad de Grupo Prasa, la presidencia de Rafael Campanero y Emilio Vega en la dirección deportiva.

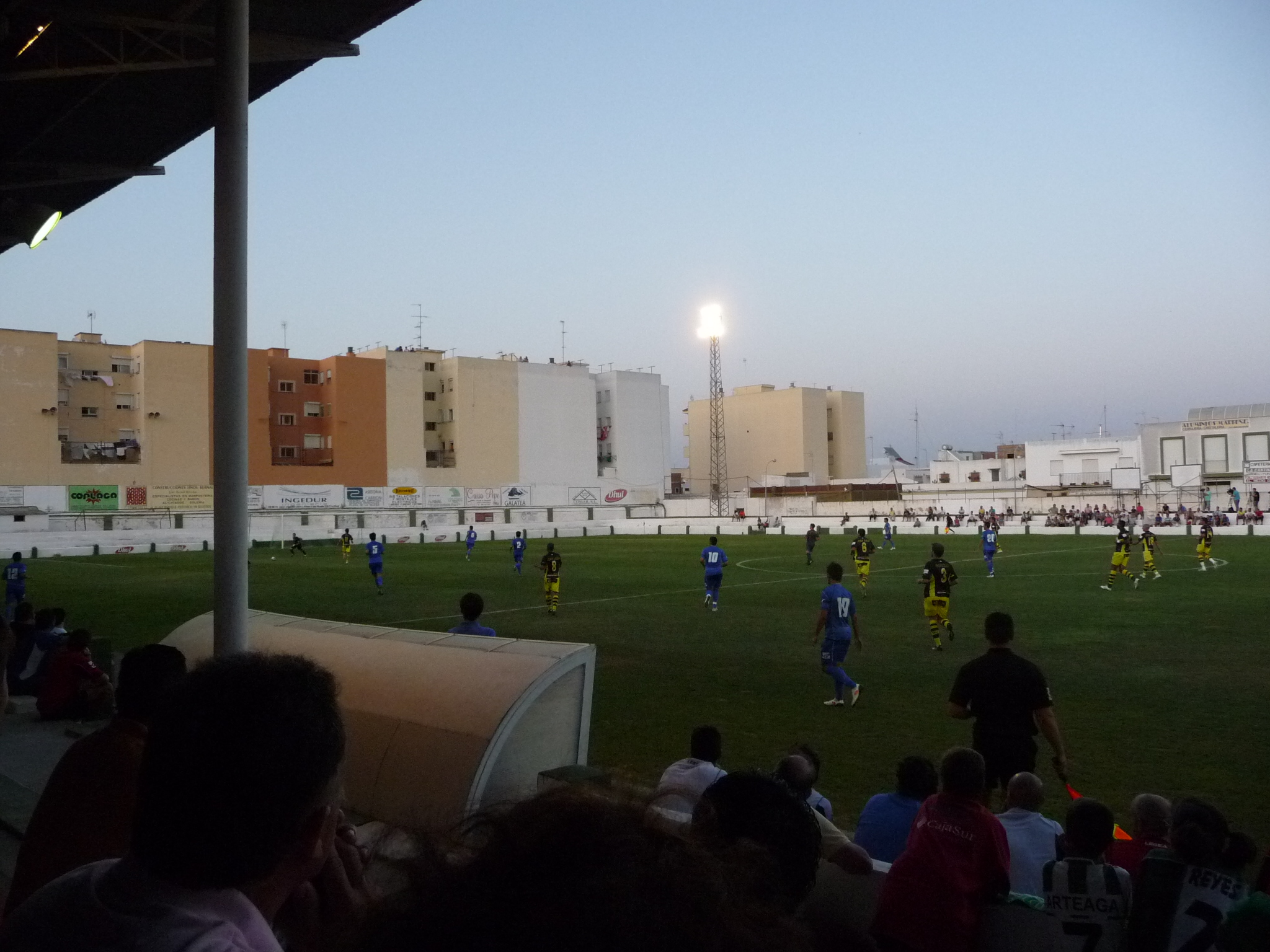
El Córdoba disputando un partido ante el Xerez Club Deportivo, en la temporada 2008-09.

En el año del retorno a Segunda el Córdoba fue dirigido por Paco Jémez, y a sus órdenes el equipo desarrolló un juego muy vistoso, pero el cual no se vio recompensado por la suerte en los minutos finales de los partidos. José González sustituyó al técnico cordobés y logró salvar al equipo en un final de temporada de infarto. El Córdoba terminó su partido en San Sebastián ante la Real Sociedad con un 1-1 y dependía de que el Cádiz no marcara en Alicante ante el Hércules para salvarse. Los amarillos dispusieron entonces de un penalti en el tiempo de descuento que, sin embargo, Abraham Paz envío al palo. No obstante, la permanencia definitiva en Segunda se definió en los despachos, pues el Cádiz denunció poco después que el Hércules había cometido alineación indebida.
La 2008-09 resultó algo más tranquila, quedando el equipo en la 13.ª plaza, siendo entrenado por José González primero y Juan Luna Eslava después. En el mismo 2009 llegó José Miguel Salinas a la presidencia del club, el cual trajo de su mano como entrenador a Lucas Alcaraz para esa próxima temporada. En la 2009-10 el técnico granadino consiguió salvar al equipo, logrando una cómoda 10.ª posición, la cual era la mejor clasificación que el club había logrado desde 1976. En la 2010-11, el Córdoba terminó 16.º.

### Era de Carlos González (2011-2018)

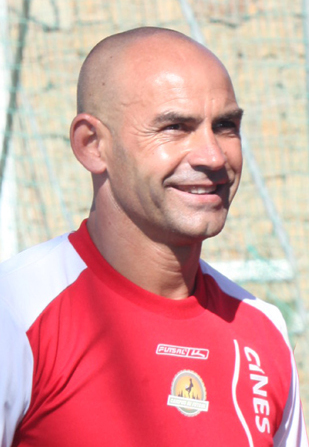
Paco Jémez logró la primera clasificación del club para disputar el Play-Off de ascenso a la Primera División, en la temporada 2011/2012.

En junio de 2011 comenzó a presidir la entidad el empresario Carlos González, quien desde su llegada, se encontró con una difícil situación deportiva y económica, agravada esta última por la entrada de la SAD en concurso de acreedores. Pese a ello, se superaron con éxito todas estas dificultades consiguiendo salir del concurso en tan solo un año y siendo el único club que ha pagado el 100 % del crédito ordinario. En el plano deportivo, confió de inicio su proyecto deportivo a Paco Jémez como entrenador y a Juan Luna Eslava como Secretario Técnico. La 2011-12 resultó todo un éxito, ya que practicando un fútbol muy vistoso y con un elenco de jugadores que atravesaban un gran momento (Alberto García, Borja García, López Silva, Charles…), el conjunto blanquiverde consiguió un meritorio 6.º puesto tras un empate a cero en Vigo, que le permitió disputar el play-off de ascenso a Primera División. La eliminatoria ante el Real Valladolid se saldó con un 0-0 en la ida en El Arcángel y un 3-0 en contra en el José Zorrilla, que no empañó ni un ápice el brillante recuerdo de una de las mejores campañas de la entidad. Igual de especial fue el papel desempeñado por el equipo en Copa del Rey, consiguiendo la clasificación a octavos de final. En dicha eliminatoria, el equipo se midió al R. C. D. Espanyol, con los resultados de 2-1 en la ida y de 4-2 en la vuelta.
Sin embargo, el interés del Rayo Vallecano por la contratación de Jémez, provocó la salida de este último tras una segunda etapa en la entidad que dejó muy buena sensación entre los aficionados. Su puesto fue ocupado por Rafa Berges, hasta entonces técnico del filial.

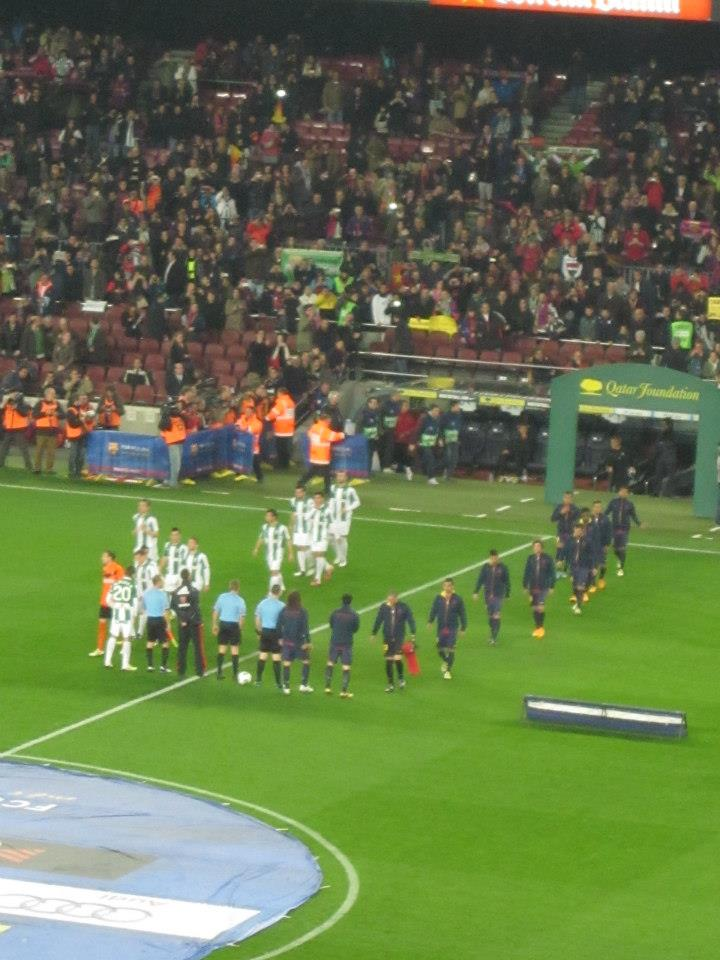
Vuelta de los octavos de final de la Copa del Rey de fútbol 2012-13, entre el F. C. Barcelona y el Córdoba en el Camp Nou.

Así, en la temporada 2012-13, teniendo una trayectoria algo irregular en la Liga, el club lograría la clasificación para disputar los octavos de final de la Copa del Rey, después de eliminar al Elche, Sabadell y Real Sociedad en las rondas anteriores. Ya en octavos, se enfrentaría al F. C. Barcelona, dónde terminaría cayendo por 0-2 en el partido de ida en Córdoba y 5-0 en la vuelta en el Camp Nou. En este mismo año se renovó la imagen corporativa del Club, actualizando un escudo que en más de 60 años apenas había evolucionado. Finalmente, el Córdoba finalizó la temporada en una discreta 14.ª posición, después de un trayecto final de competición bastante lamentable, en el que ni el cambio de entrenador por Juan Eduardo Esnáider logró cambiar la dinámica del equipo. Como aspecto positivo, en esta misma temporada, el Córdoba C. F. "B" consiguió el ascenso a Segunda División B después de que quedase una plaza vacante por la disolución del primitivo Xerez C. D..

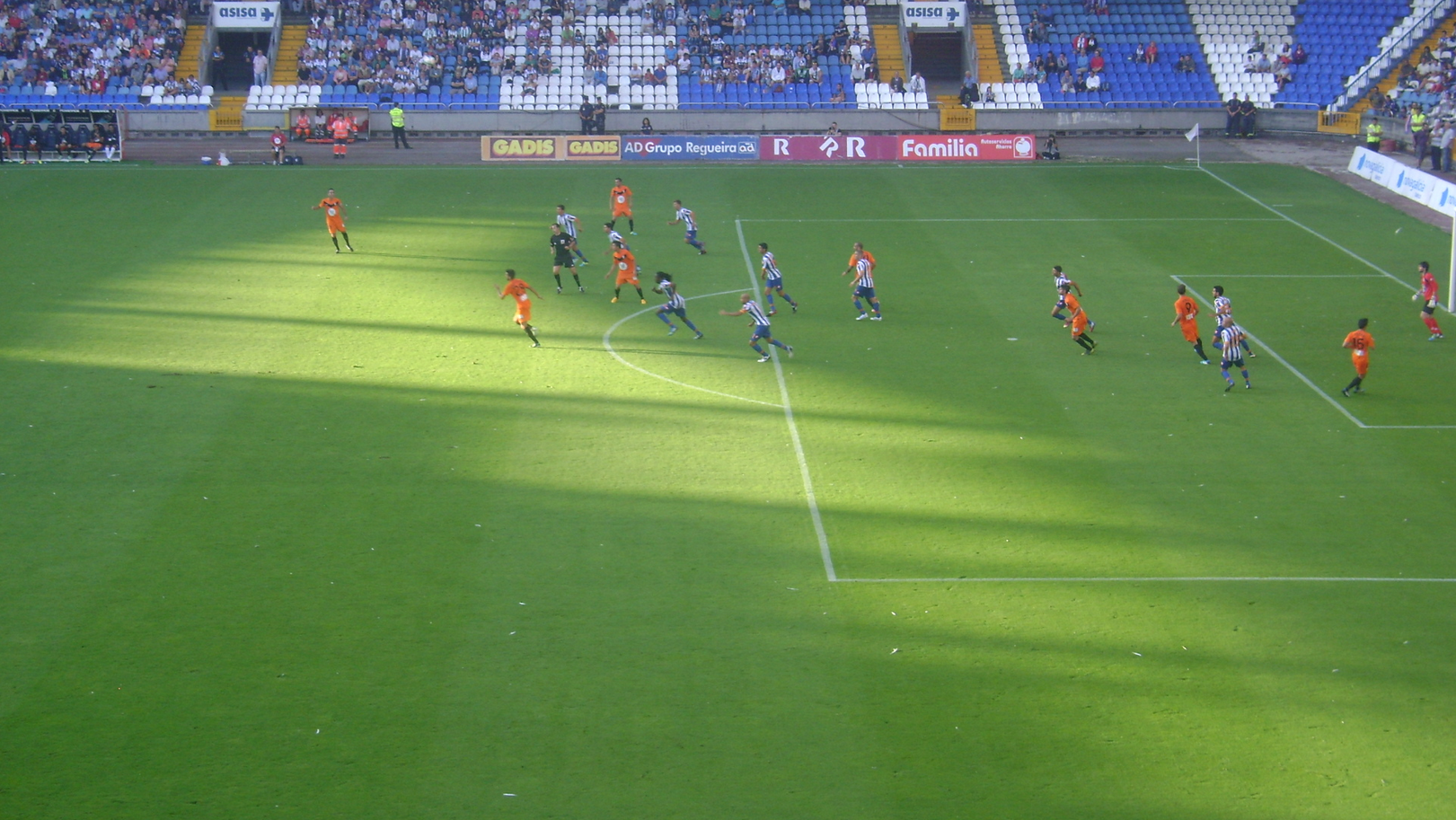
Partido disputado entre el Deportivo de La Coruña y el Córdoba durante la temporada 2013-14, que culminó en el ascenso a Primera División.

Entonces llegaría la inolvidable temporada 2013-14. La institución decidió volver apostar por un técnico del filial, que en esta ocasión sería Pablo Villa, el cual llegaba después de haber logrado el ascenso con el equipo B a la Segunda División B, categoría que el primer equipo había estado disputando apenas seis años antes. Sin embargo, en el ecuador de la temporada, y ante la consecución de los malos resultados, se produjo la llegada de Albert Ferrer al banquillo. Con éste, y a pesar de las dudas iniciales, el Córdoba se aupó a lo más alto de la clasificación, logrando finalizar en una meritoria 7.ª posición, la cual le permitió disputar el play-off de ascenso a Primera gracias a la clasificación como 3.º del F. C. Barcelona "B".
La semifinal de la promoción de ascenso la disputó contra el Real Murcia, ante el que logró imponerse por 1-2 en el Estadio de la Nueva Condomina después de un empate a 0 en Córdoba. Esto le permitió disputar la final ante la U. D. Las Palmas, ante la cual volvería a empatar 0-0 en casa, pero lograría un agónico 1-1 en el Estadio de Gran Canaria, en un partido en el que el equipo local logró adelantarse al inicio de la segunda parte, pero el Córdoba logró empatar prácticamente en el último minuto con un gol de Uli Dávila, después de que el partido hubiera estado detenido debido a una invasión de campo de los aficionados canarios antes de finalizar el encuentro. De esta manera, el Córdoba volvía a la Primera División después de 42 años de travesía por Segunda, Segunda B y Tercera. El mismo día del partido, la gente se congregó en la Plaza de las Tendillas para celebrar el ascenso, recibiendo al día siguiente al equipo para realizar un rúa que empezó en la Estación de AVE, se detuvo en el Nuevo Arcángel y finalizó en las mismas Tendillas.
Sin embargo, la temporada 2014-15 en Primera División, se volvió cada vez más desalentadora a medida que avanzaba la competición. Gran parte de los jugadores que lograron el ascenso la temporada anterior abandonaron la entidad, mientras que su lugar fue ocupado por nuevos profesionales que, en su mayoría, llegaban bajo la calidad de cedidos. A lo largo de la campaña hubo tres entrenadores que pasaron por el banquillo blanquiverde: Albert Ferrer, el técnico del ascenso el cual logró 4 puntos en las primeras 8 jornadas de Liga antes de su destitución; Miroslav Djukic, que consiguió tres victorias ante Athletic Club, Granada, y Rayo Vallecano, además de varios empates, hasta su destitución tras encadenar 8 partidos consecutivos perdidos; y José Antonio Romero, técnico del filial al que se le encomendó hacerse cargo del primer equipo hasta final de temporada, y el cual sólo logró dos empates fuera de casa, ante Deportivo de La Coruna y el Villarreal. Finalmente, el equipo no consiguió mantenerse, y descendió matemáticamente después de perder por 0-8 ante el F. C. Barcelona. Desgraciadamente, el filial tampoco pudo mantener la categoría de Segunda B, descendiendo a Tercera División.

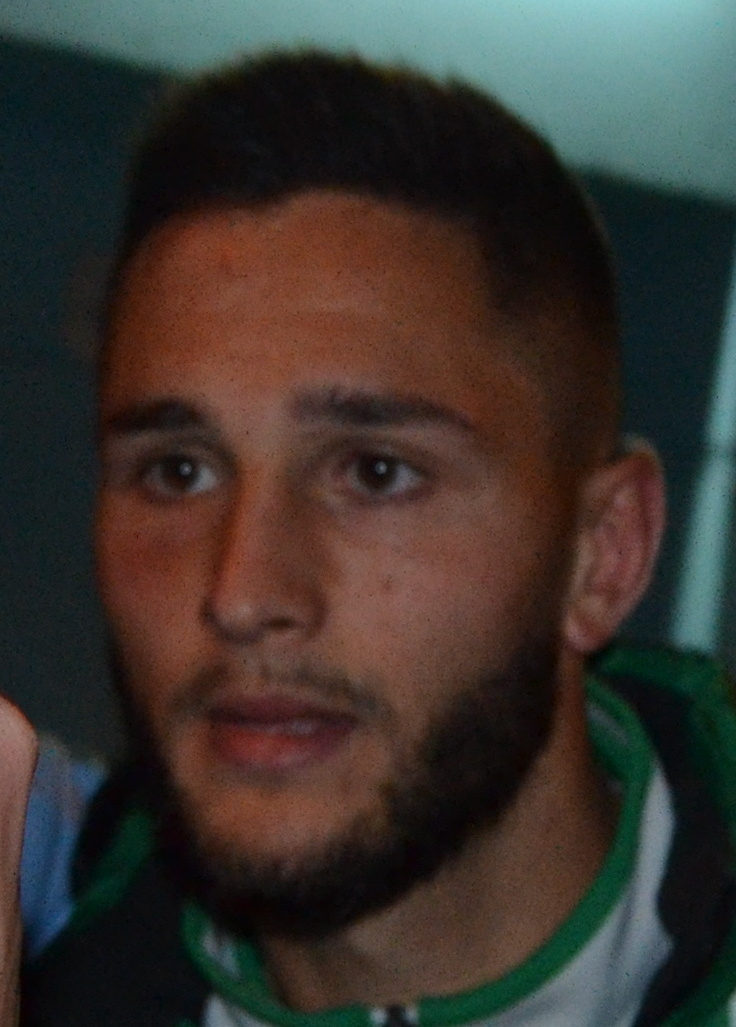
Florin Andone, con 21 goles, se convirtió en el máximo goleador del equipo en la temporada 2015-16

Para la nueva temporada 2015-16, se confió el proyecto de retornar a Primera División a José Luis Oltra. Una vez decidido el entrenador, se produjeron la vuelta de jugadores relevantes como Xisco Jiménez y Carlos Caballero, además de la llegada de fichajes destacados y la promoción del filial de jugadores como Florin Andone, el cual terminaría resultando muy determinante para el equipo. El equipo logró un 5.º puesto bastante sufrido, debido en gran parte a la irregularidad de éste durante el desarrollo de la temporada, que en la primera vuelta llegó a estar luchando por el liderato de la clasificación, pero que en la segunda llegó a acumular hasta 8 partidos consecutivos sin ganar en casa. Finalmente, el Córdoba disputó el play-off de ascenso, midiéndose ante el Girona, con resultado de 2-1 en casa y 3-1 en la vuelta, dejándolo sin la posibilidad de ascender. Por contra, el filial logró ascender de nuevo a la Segunda División B.
De esta manera, el club trató que continuará la ilusión por el ascenso, ratificando a Oltra, que ya había renovado a mediados de la temporada anterior, y afrontó la siguiente campaña con el mismo objetivo. Sin embargo, forzó en verano la salida de varias piezas importantes del equipo, como Florin Andone, Xisco y Fidel entre otros. A pesar de esto, comenzó la temporada 2016-17 de una forma muy prometedora, en el que el equipo llegó a encadenar 10 partidos con solo una derrota. Desgraciadamente, la acumulación de partidos sin ganar y la suma de varias derrotas, sumieron al equipo en una dinámica muy negativa, la cual provocaría la destitución de Oltra en noviembre. En su lugar, el club designó al frente del primer equipo, inicialmente de forma provisional, a Luis Carrión, entonces técnico del filial. Sería el cambio de la dinámica en la Liga, con dos victorias en tres partidos, y la clasificación del equipo para disputar los octavos de final de la Copa del Rey tras derrotar al Málaga por 2-0 en casa y 3-4 en La Rosaleda, lo que ratificó al técnico en el cargo. No obstante, en la competición copera terminó siendo eliminado en la siguiente fase por la A. D. Alcorcón. A pesar de esto, el Córdoba finalizó la temporada en una cómoda 10.ª posición, a pesar de haber llegado a estar coqueteando con los puestos de descenso en varios momentos de la campaña.
El hecho más destacado en lo institucional sucedió en torno al ecuador de la temporada, cuando Carlos González decidió que a final de temporada le cedería la presidencia a su hijo Alejandro González. Sin embargo, la desafección entre la afición respecto a la presidencia y la propiedad del club era más que una realidad. La grada consideraba que los resultados de la mayoría de las últimas temporadas no correspondían a los marcados al principio de las mismas, tal y como se pudo ver muy reflejado en la campaña en Primera División, y especialmente ya en esta última temporada, la cual fue precisamente la última en la que la planificación deportiva se produjo bajo la gestión de Carlos González como presidente. De hecho, en una de sus primeras entrevistas como presidente al término de la campaña, el nuevo dirigente Alejandro González, además de no ofrecer algo de autocrítica por el último curso liguero realizado, comparó a los aficionados de la entidad con clientes de cualquier negocio, los cuales tenían su derecho a reclamar, pero al fin y al cabo, la propiedad era quien marcaba los tiempos. Hechos como este no sirvieron más que para agravar el distanciamiento entre el palco y la grada, la cual consideraba que la propiedad no tenía en cuenta factores como el sentimiento y la pasión hacia unos colores, una ciudad, y un club.

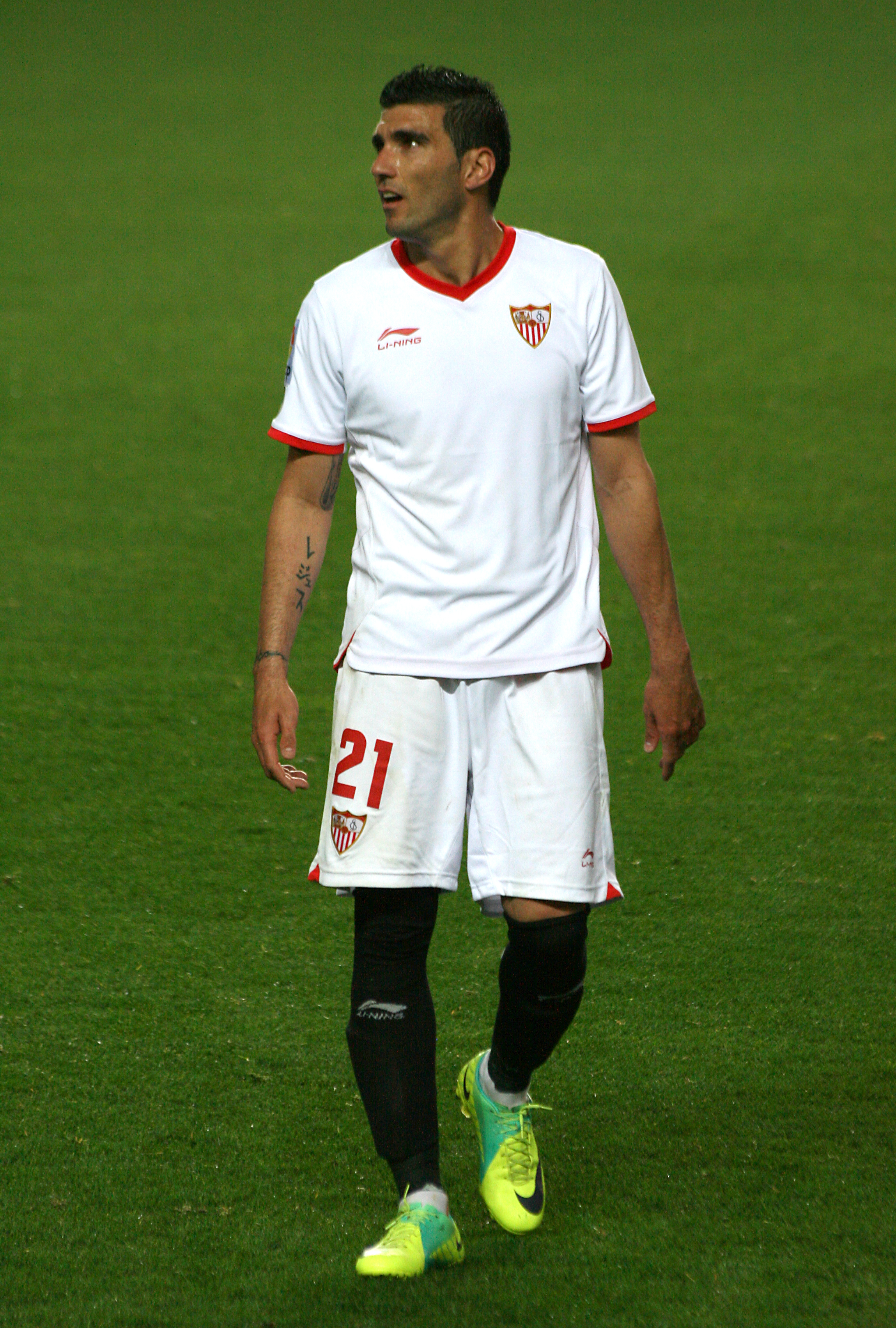
José Antonio Reyes, jugador del club en 2018.

Finalmente, la gestión de Carlos González concluyó en la temporada 2017-18, siendo ésta una de las mejor recordadas en el aspecto deportivo. No obstante, en la primera mitad del campeonato, el Córdoba se asomó al descenso a la Segunda División B, llegando a posicionarse como colista en el mes de diciembre después del paso de tres entrenadores: Carrión, Juan Merino, y Jorge Romero. Así, en enero de 2018, y con el equipo con pocas posibilidades de mantener la categoría, González terminó vendiendo el club al empresario montoreño Jesús León, quien llegaba de la mano del también empresario Luis Oliver, el cual ocupó el cargo de director general. Este último realizó una intensa remodelación de la plantilla, por la cual varios jugadores fueron vendidos, y se realizaron diversos fichajes destacados, como Aythami Artiles, Narváez, y en especial José Antonio Reyes entre otros. Sin embargo, el cambio de dinámica seguía sin producirse en lo deportivo, lo que desembocó en la destitución de Romero como técnico y la contratación de José Ramón Sandoval. En ese momento, el Córdoba se encontraba a 14 puntos de los puestos de permanencia. Pero, y contra todo pronóstico, el equipo remontó y salvó la categoría en la última jornada ante el Real Sporting de Gijón (3-0). El once de aquel partido también es historia del Córdoba: Kieszek, Fernández, Jesús Valentín, Quintanilla, Aythami, Javi Galán, Edu Ramos, Aguza, Aguado, Reyes, y Sergi Guardiola.

### Crisis institucional y deportiva (2018-2020)

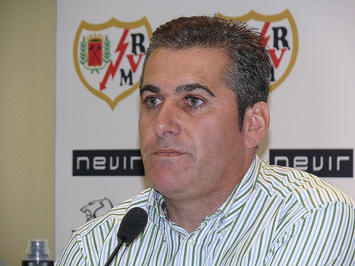
José Ramón Sandoval, artífice de la permanencia en la temporada 2017-18.

Tras la histórica salvación, la afición confiaba en que se hiciera una gran campaña 2018-19. Sin embargo, la situación del club había quedado fuertemente hipotecada en cuanto a lo económico por los fichajes realizados en el mes de enero. Debido a esto, el club no pudo permitirse realizar grandes inversiones en fichajes, lo que provocó la salida de la entidad de Luis Oliver, siendo reemplazado por Rafa Berges como director deportivo. En suma, ya comenzada la pretemporada, se produjo la renuncia de Francisco Rodríguez al cargo de entrenador después de que se hubiese depositado la confianza en él para esa temporada. Su lugar en el banquillo fue ocupado precisamente por su predecesor en el cargo y artífice de la salvación de la anterior campaña, José Ramón Sandoval. No obstante, y a pesar de un comienzo bastante irregular, fue destituido el 18 de noviembre tras perder 1-3 ante el Cádiz C. F. en casa. Fue relevado en el cargo por Curro Torres, el cual tampoco logró cambiar la dinámica del equipo, y terminaría siendo despedido en febrero de 2019. Rafa Navarro, hasta entonces entrenador del filial, sería el encargado de finalizar una caótica temporada, en la que el Córdoba acabó firmando una de sus peores campañas en Segunda División: penúltimo en la clasificación, habiendo conseguido sólo siete victorias en todo el campeonato, y recibiendo 79 goles en el camino. Finalmente, acabó consumando su descenso a Segunda División B.
En la 2019-20, el club volvía a militar en Segunda B tras doce años, y se esperaba estar fácilmente en la lucha del ascenso para volver a Segunda División. Sin embargo, la temporada terminó resultando una de las peores que se recuerdan en la historia del club por motivos extradeportivos. El 7 de noviembre de 2019, tras un inicio bastante irregular en lo deportivo, el presidente Jesús León fue detenido en el curso de la operación Trapicheos, siendo acusado de presuntos delitos de administración desleal, apropiación indebida, corrupción y blanqueo de capitales. Dos días después, el juez instructor nombró a Francisco Estepa y Francisco Javier Bernabéu como administradores judiciales del club, quedando inmediatamente cesado el Consejo de Administración al completo. Fue entonces cuando salió a la luz la enorme deuda que arrastraba el club: un total de 10,1 millones de euros.
La entidad, en convenio de acreedores desde 2012, entró nuevamente en concurso el 18 de noviembre de 2019. Tras la petición de liquidación de la sociedad por parte de un acreedor por incumplir el concurso, el magistrado Antonio Fuentes Bujalance autorizó la subasta de la unidad productiva del club, es decir, el conjunto de jugadores, empleados y derechos federativos. El grupo inversor Infinity Capital, con sede en Baréin, fue el único que depositó los tres millones de euros exigidos para acceder a la subasta y, por lo tanto, fueron los adjudicatarios de la misma. Unos días después, la RFEF, reacia a que un club evitara pagar sus deudas simplemente cambiando de SAD, pidió la recusación del juez Fuentes alegando que había perdido el enfoque y toda la imparcialidad, tras unas declaraciones del magistrado en las que abiertamente se confesaba cordobés y cordobesista. Tras el acercamiento de posturas con los nuevos propietarios, la Federación presentó un escrito para desistir de la recusación.
Con los jugadores de la plantilla sin haber cobrado sus nóminas de los tres últimos meses, el 1 de diciembre se abrió para ellos la posibilidad de denunciar al club, obteniendo con ello la carta de libertad y la opción de firmar por otros equipos, razón por la cual Infinity instó al administrador concursal a que acelerara la venta de la unidad productiva del Córdoba, hecho que finalmente se produjo el 5 de diciembre. Esta nueva sociedad se denominó Unión Futbolística Cordobesa S. A. D., aunque oficialmente se le sigue nombrando Córdoba C. F. para todas sus categorías y secciones, vistiendo de blanco y verde y defendiendo su escudo de siempre. Una semana después, el nuevo propietario hizo efectivas las nóminas atrasadas a jugadores y trabajadores del club. Finalmente, dos resoluciones judiciales avalaron que la licencia para competir era transmisible ya que el Córdoba no se encontraba en fase de liquidación, y el reglamento de la Federación Española niega esa transmisibilidad solo cuando el club está en fase de liquidación dentro de un concurso de acreedores.
Al completarse la venta a Infinity, los jugadores y empleados recibieron las nóminas impagadas y el club consiguió salvarse de la desaparición, por lo que los jugadores pudieron volver a centrarse en el aspecto deportivo, y el equipo comenzó a remontar poco a poco en la clasificación. Sin embargo, cuando consiguieron entrar en la zona de ascenso, la suma de dos derrotas consecutivas lo hizo bajar a la 5.ª posición, por lo que momentáneamente estaban fuera de la zona de ascenso. Todavía quedaban 5 jornadas en las que remontar, pero la competición quedó suspendida por el estallido de la Pandemia de COVID-19 en el mes de marzo de 2020, por lo cual se decidió la finalización del torneo regular, dando por definitivas las clasificaciones de la jornada 28. De este modo el Córdoba C. F. se quedó a dos puntos de entrar en la zona de ascenso.

### Primera y Segunda RFEF (2020-2024)
Debido a la suspensión de las competiciones, la RFEF optó por que no hubiera descensos en la temporada 2019-20 en las categorías no profesionales (todas excepto Primera y Segunda División) y aprovechar para reorganizar la Segunda División B y la Tercera División en tres nuevas categorías: la Primera Federación, equivalente a la antigua Segunda B; la Segunda División RFEF, equivalente a la antigua Tercera División; y la Tercera División RFEF, la cual se convertía en la quinta categoría del fútbol español. Estas serían creadas al finalizar la temporada 2020-21, basándose en un sistema de subgrupos y dos fases en los que la clasificación en cada fase decidiría la división en la que empezaría la siguiente temporada cada club.
El 16 de septiembre de 2020, la entidad blanquiverde fue inscrita por parte de la RFEF y la RFAF para disputar la última temporada de la Segunda División B, haciéndolo bajo el seudónimo de Córdoba C. F., sin embargo, el equipo entrenado por Juan Sabas en primer lugar y posteriormente por Pablo Alfaro, falló en la primera fase de la liga para clasificarse para la fase de ascenso a Segunda División, terminando en 5.ª posición a 3 puntos de la zona de ascenso. Debido a ello, tuvo que luchar en la segunda fase por mantenerse en Primera RFEF, pero volvió a fallar al quedar 3.º a 1 punto de la zona de ascenso a dicha categoría. En consecuencia, el club consumió su descenso a Segunda RFEF, la cuarta categoría del futbol español, la cual no pisaba desde hacía 36 años cuando estuvo en Tercera División. De este modo se consumó una temporada nefasta con un nuevo descenso debido al peculiar sistema de reorganización de las categorías no profesionales del fútbol español para esa temporada.
Para la temporada 2021-22 le tocaba empezar de nuevo desde Segunda RFEF, la categoría más baja en la que había estado desde el año 1985 cuando estuvo en Tercera División. El inicio no pudo ser más prometedor con una racha de 17 partidos invictos que igualó el récord anterior del club de partidos invictos, lo cual les llevó a liderar cómodamente la clasificación. Además, por primera vez en su historia, el Córdoba participó en la Copa Real Federación Española de Fútbol en su edición de 2021, al no haberse clasificado en la temporada anterior para la Copa del Rey. Fue superando eliminatorias hasta llegar a la semifinal, con lo cual tuvo como premio el poder disputar la Copa del Rey 2021-22 al ser semifinalista, pero el club no se dio por satisfecho con ese premio y venció en semifinales al C. D. Ebro, por lo que disputó la final el 23 de noviembre de 2021 contra el C. D. Guijuelo en su propio estadio ante casi 15 000 espectadores, lo que la hizo la final de la Copa Federación con más espectadores de la historia. Finalmente, el conjunto blanquiverde venció por 1-0 en la final, y de este modo, el Córdoba C. F. consiguió ganar por primera vez en su historia la final de un torneo nacional oficial, siendo además el primer título que consigue en el siglo XXI. Finalmente, el 16 de abril de 2022, tras la derrota por 2-0 del Cacereño el Córdoba logró de forma matemática el ascenso a Primera RFEF mientras aún estaba disputando su encuentro ante el Mérida, el cual terminó ganando por 0-1. El conjunto blanquiverde finalizaba así una de sus mejores temporadas, en la que perdió tan sólo tres encuentros (2 de la liga doméstica fuera de casa y 1 en la Copa del Rey ante el Sevilla por 0-1) y rompió récords anotadores y de imbatibilidad. Fue el único equipo español que en dicha temporada no sufrió ninguna derrota liguera en su campo.
Sin embargo, a pesar de los buenos pronósticos después de lo llevado a cabo la temporada anterior, la 2022-23 se volvió completamente desalentadora una vez que avanzó la competición tras superarse su ecuador. De esta manera, el equipo, que presentaba pocos cambios respecto al año anterior, llegó a la mitad de la temporada disputando el puesto de ascenso directo a la Segunda División; pero una vez en 2023, sólo fue capaz de sumar dos victorias hasta el final de la temporada. Ni siquiera el cambio de entrenador por Mosquera logró cambiar la dinámica negativa. El Córdoba finalizó en una modesta 9.ª posición, quedándose a cinco puntos de los puestos del play-off de ascenso.
Por fortuna, el éxito volvió en la siguiente campaña. Tras un verano convulso, en el que se produjo la salida de varios pesos pesados del equipo, la entidad confió el nuevo proyecto a Iván Ania, con el objetivo de mejorar la imagen dada por el equipo en los últimos meses y en luchar por el ascenso a la Segunda División. Así, tras un comienzo algo irregular, el Córdoba comenzó a cosechar buenos resultados que le auparon a la zona alta de la clasificación. Definitoria fue una victoria de los de Ania por 2-3 en los minutos finales ante el Castellón, equipo que ocupaba la primera posición en la tabla y que terminó ascendiendo automáticamente. A pesar de intentar hasta el final el ascenso por esta vía, el equipo blanquiverde finalizó en una meritoria 2.ª posición, la cual le permitía disputar el play-off de ascenso. En las eliminatorias, se deshizo de la Ponferradina tras ganar ambos partidos por 0-1 y 2-1 respectivamente, debiendo de jugarse el ascenso ante el Barcelona Atletic. Tras un partido de ida en Barcelona en el que logró sacar un provechoso empate a uno, el Córdoba se presentó en un Nuevo Arcángel lleno hasta la bandera, y que vio un partido de vuelta en el que los de Ania fueron capaces de imponerse por 2-1 con dos goles de Toril (que ya había anotado en la ida) que remontaron el inicial tanto de Héctor Fort. Así, después de cinco temporadas de andadura por categorías no profesionales, en la que el club llegó a competir en la cuarta categoría del fútbol español, y varias crisis institucionales que casi provocaron su desaparición, el Córdoba regresó a la categoría de plata, logrando el ascenso precisamente ante su público, algo que no conseguía desde los años setenta.

## Símbolos del club

### Escudo
El escudo del Córdoba C. F. existe desde antes de la fundación del propio club, pues fue usado primeramente por el R. C. D. Córdoba. Sin embargo, la desaparición de éste y la conversión del C. D. San Álvaro en Córdoba C. F., produjo la adquisión tanto del escudo como de los colores blanquiverdes por parte del nuevo club. De esta manera, quedó conformado un escudo, que a pesar del paso de los años y las múltiples modificaciones sufridas, no ha cambiado su estética en absoluto.

Escudo de la Diputación de Córdoba.

Presenta una forma triangular inversa, cuyo interior contiene once franjas verticales: seis blancas y cinco verdes. En el centro, se puede observar un campo de plata, un león rampante de gules (rojo), linguado o lampasado y uñado del mismo color. En la bordura se encuentran cuatro compones: cuatro de gules, con un castillo de oro almenado de tres almenas, mazonado de sable (negro) y aclarado de azur (azul), alternados con cuatro de argén, con un león rampante, de gules, linguado y uñado del mismo esmalte. El escudo en sí, se trata del escudo del antiguo Reino de León, y en la actualidad representa la Diputación de Córdoba. No obstante, fue usado anteriormente como escudo de la propia ciudad de Córdoba, entre el siglo XVI y 1983. En la parte inferior, aparece un balón de color amarillo, el cual representa el deporte en el que está especializado el club (fútbol). Mientras, en la superior presenta una corona plana y cerrada, compuesta por varias gemas rojas y verdes. El uso de dicha corona en el escudo sin que el club posea el título de Real, se debe principalmente a que la entidad de la que tomó el escudo y sus colores blanquiverdes, el R. C. D. Córdoba, sí tenía dicho título, y por lo tanto, se decidió mantener.
Desde su establecimiento como escudo oficial de la entidad, en 1954 con su fundación, éste ha sufrido pequeñas modificaciones:
- Originalmente, las gemas verdes de la corona tenían un tono azulado.

- En 1990, cambió el color del balón a ser blanco.

- En 2009, el balón recuperó su color original (amarillo), y las gemas adquirieron definitivamente los colores rojos y verdes.

- El cambio más significativo tuvo lugar en 2012, en el cual se produjeron, sobre todo, estilizaciones en todos los elementos que lo componen, así como la eliminación de detalles innecesarios. En definitiva, se eliminaron colores, quedando el conjunto resuelto únicamente en cuatro tintas: rojo, verde, blanco y amarillo. Con dichos cambios realizados, se consiguió una imagen mucho más limpia y con una mayor resolución, la cual le permite a la vez ser mucho más funcional a la hora de ser reproducido en formatos de menor tamaño.

### Himno
El club contaba con un himno que se cambió en 1993 y duró hasta hace una década. En 2004, por el cincuentenario del club, el cantante, compositor y productor musical Manuel Ruiz "Queco" creó el actual himno en varias versiones, y este ha quedado como el oficial del equipo. Es muy popular entre toda la afición blanquiverde (y fuera de las fronteras locales incluso) y desde hace más de un lustro es cantado a capela en cada partido en Nuevo Arcángel cuando los equipos saltan al terreno de juego. Existen tres versiones: la solemne, la coral, cantada por varios cantantes y grupos cordobeses y una interpretada con un chelo utilizada para los minutos de silencio. Su letra es:

Sobre el campo, la verdad

Sobre mi corazón te llevo, Córdoba

Y mi voz será siempre tu aliento

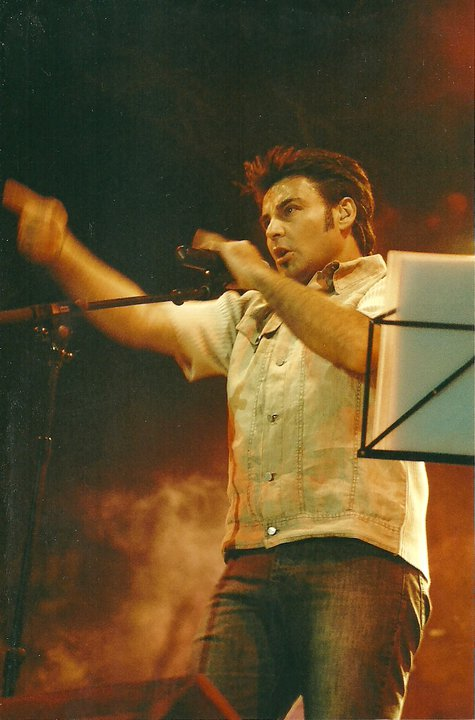
Francisco Manuel Ruiz Gómez "Queco", autor del actual himno.

Y El Arcángel nuestro reino, Córdoba

Infinita pasión por mis colores

Porque son mi señal de identidad.

Para bien o para mal

Mi corazón siempre será

blanco y verde, blanco y verde, Córdoba

blanco y verde, blanco y verde, Córdoba

Días de gloria, para soñar

Por la Ribera, mil banderas, Córdoba

Y tocar el cielo las Tendillas

Y sentir que el alma grita, Córdoba

Infinita pasión por mis colores

Porque son mi señal de identidad.

Para bien o para mal

Mi corazón siempre será

blanco y verde, blanco y verde, Córdoba

blanco y verde, blanco y verde, Córdoba

Jugar Para ganar

Ganar para sentir

Sentir para luchar

Luchar para vivir

Vivir para soñar...

Que mientras viva, iré contigo hasta el final

mi Córdoba, mi Córdoba, mi Córdoba

A ganar, A ganar, A ganar... ¡MI CÓRDOBA!

### Mascota
El club cuenta desde la temporada Segunda División de España 2008-09 con la popular mascota Koki. Este, es un caimán de color blanco y verde, que asiste y anima al equipo en todos los partidos en los que el equipo blanquiverde juega en el estadio del Nuevo Arcángel. Debutó el 15 de diciembre en un Córdoba-Rayo.
En su diseño está presente la cuestión deportiva gracias a los colores blanco y verde, representativos del club y únicos tonos empleados en su creación, lo que le aporta un aspecto acorde con la imagen de la entidad. Además, el ámbito social y cultural queda recogido en la imagen de un animal muy representativo de la ciudad como es el Caimán de la Fuensanta, representado de modo simple y moderno, con el fin de que pueda agradar a toda la afición.
Tiene a su homónima, Kokita, la cual es una caimán que presenta los mismos rasgos que el primero. Debutó en el mes de febrero de 2009. Como curiosidad, ya meses después de su estreno, vivió uno de los acontecimientos más desagradables de toda su trayectoria. La mascota fue reprendida por el colegiado Amoedo Chas durante el partido Córdoba-U. D. Las Palmas, el 6 de junio de 2009. Esto, le permitió convertirse en la primera mascota de la historia del fútbol que era amonestado por el colegiado.

### Uniforme
Con la creación del club en 1954, parecía que, a pesar la fusión del R. C. D. Córdoba y el San Álvaro, era imposible la puesta en común de las esencias de ambas entidades, pues hasta esa fecha eran antagónicos. No obstante, esto se consiguió, aunque significase también tener que dirimir algún que otro detalle. Sin duda, quedaba claro que los colores con los que tenían que alternar fundamentalmente eran el blanco, que ambos llevaban en sus indumentarias, el verde que era correspondencia del Real Córdoba, y el negro, que complementaba la indumentaria del San Álvaro. Así, y tras un consenso, se pactó que la camiseta del Córdoba fuera blanca y verde con trazas verticales en la camiseta, respetando la esencia del Real, que hasta la fecha había sido el máximo representativo de la capital cordobesa.
En el origen, el San Álvaro también aportó una peculiaridad: se apostó por el pantalón negro. Sin embargo, con el paso de las temporadas, y al ver que era un recurso cuyo color coincidía con los del otro adversario, se ha decidido eliminar con el objetivo de respetar la primera indumentaria. Por ello, y durante muchos años, el color del pantalón ha alternado entre los dos colores de la camiseta: blanco y verde. No obstante, para la actual temporada 2021-22, se decidió recuperar este elemento.
De esta manera, la indumentaria actual ha quedado como:
- Uniforme local: Camisa blanca con detalles verdes, pantalón blanco y medias blancas con franjas verdes.
- Uniforme visitante: Camisa completamente morada, negro y medias del mismo color.
- Uniforme alternativo: Camisa color dorado con los logotipos de pantalón verde azulado y medias del mismo color.

| 2014 | 2014 | 2014 |

|  |  |  |

## Infraestructura
A lo largo de sus más de sesenta años de historia, el Córdoba ha disputado sus partidos en tres recintos:

### San Eulogio
Con el surgimiento del club en 1954, éste no tenía un estadio en el que jugar sus partidos como local. La aparición del club blanquiverde fue producto de la fusión entre el endeudado Real Club Deportivo Córdoba, que para entonces ya jugaba en el viejo El Arcángel, y el recién surgido San Álvaro. Sin embargo, José de la Lastra y Hoces, propietario de El Arcángel, se negó a cedérselo al nuevo equipo de la ciudad.
Sin embargo, se logró un acuerdo con la Asociación Benéfica de la Sagrada Familia, que permitió al Córdoba jugar en el estadio San Eulogio durante su primera temporada, en Tercera División. Ya para la siguiente temporada, sí se logró la adquisición de El Arcángel, ya que después de todo, el San Eulogio solamente estaba preparado para tener capacidad máxima para 9000 espectadores.
Décadas después, justo antes de la inauguración del Nuevo Arcángel en 1993, la entidad blanquiverde llegó a jugar de nuevo en el San Eulogio algunos partidos de Segunda B.

### El Arcángel
El Estadio de El Arcángel fue una iniciativa privada de José de la Lastra y Hoces, presidente del R. C. D. Córdoba. En 1942, de la Lastra autorizó la construcción de un campo de fútbol en unos terrenos que su familia tenía en el Barrio de la Fuensanta. Aunque su nombre primero iba a ser Nuestra Señora de la Fuensanta en honor a la patrona de la ciudad, se escogió finalmente El Arcángel por San Rafael, el Arcángel y Custodio de Córdoba. Su inauguración fue el día 8 de septiembre de 1945, en un partido entre Real Club Deportivo Córdoba y el Sevilla F. C. que terminó con victoria cordobesista por 1-0.
En el año 1954, con la fundación del Córdoba C. F., se produce el descenso automático de éste a Tercera División, viéndose obligado a abandonar el estadio por no poder atender los compromisos adquiridos con el dueño del inmueble, debido a que la deuda ascendía a 800 000 pesetas, comenzando a jugar en el Estadio de San Eulogio. Sin embargo la llegada de Antonio Cruz Conde hizo que se impulsara la municipalización del Estadio, acordándose la compra del Estadio con la madre de José de la Lastra y Hoces, que era por aquel entonces la propietaria del inmueble, sellándose el acuerdo el 4 de febrero de 1955, y siendo reinaugurado en un partido del Córdoba C. F. contra el Real Madrid, donde ganaron estos últimos por 6 a 12. Esta municipalización trajo consigo amplias reformas en el estadio como la implantación de luz, así como la construcción de unos graderíos mucho más amplios de los que contaba. El 29 de agosto de 1958 se inauguraron las cuatro torretas de luz de 27 metros de altura.
En la temporada 1962-63, se ampliaron considerablemente los graderíos alcanzándose los 24 750 espectadores: 4750 butacas de asiento en Tribuna y 20 000 de pie entre Goles y Preferencia. En el año 1971, se construyó la cubierta de la Tribuna, y en el año 1981, ésta fue remodelada y se creó el foso del Estadio. Bajo la presidencia de José María Romeo Moya se negocia con el Ayuntamiento de Córdoba el alquiler durante 50 años del Estadio teniendo como contraprestación el pago por parte del club al Ayuntamiento de 1 peseta anual.
En el año 1991, la directiva cordobesista acordó con los responsables del Ayuntamiento el abandono del estadio para trasladarse a uno nuevo. El 6 de enero de 1993 se celebró el último duelo en el antiguo estadio entre el Córdoba y el Cacereño, en el que los visitantes vencieron por 0-2. Finalmente, el 20 de abril de ese año dieron comienzo los trabajos de demolición del viejo Arcángel, recinto emblemático donde el conjunto blanquiverde había jugado durante 39 años, incluidas 8 temporadas en Primera División.

### El Nuevo Arcángel

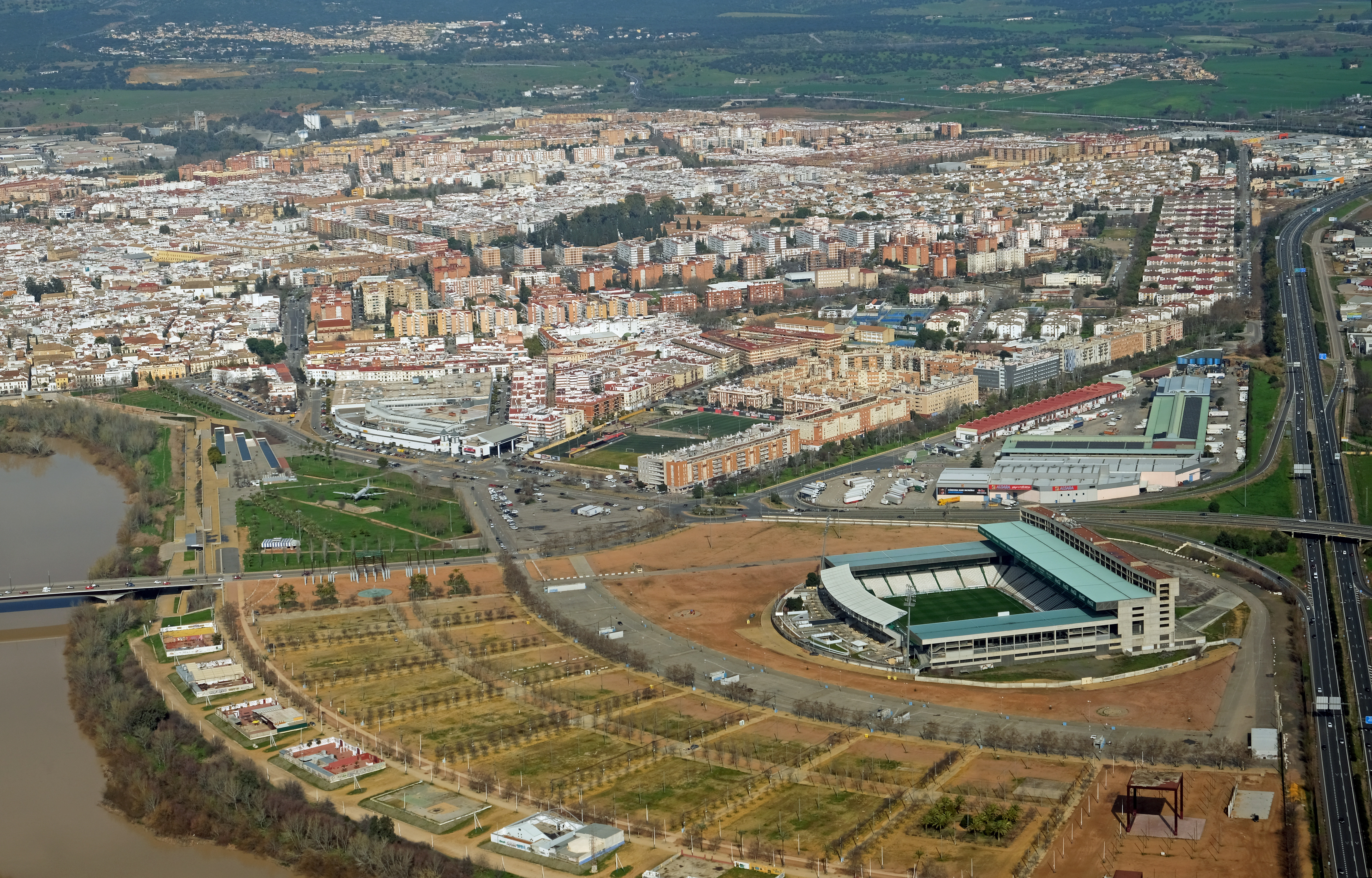
Vista aérea del Estadio.

En 1993, el Córdoba y el Ayuntamiento de Córdoba llegaron a un acuerdo para la cesión de los terrenos en los que se instalaba el antiguo estadio de El Arcángel para la construcción de un nuevo estadio a unos 500 metros más al sur, junto a la orilla del río Guadalquivir, en la barriada de El Arenal. De esta manera, se construyó un nuevo estadio bajo el mismo nombre oficial que el anterior, pero con el apelativo de "nuevo": el Nuevo Arcángel. Éste, contó inicialmente con pistas de atletismo, una capacidad para 15 500 espectadores sentados, y unas dimensiones del terreno de juego de 105x68 metros. Finalmente, el 7 de noviembre de ese año, se disputó el primer partido oficial entre el Córdoba y el Recreativo de Huelva, con un 4-0 a favor de los locales.
Sin embargo, en 2005 comenzó una remodelación completa del recinto, pues las instalaciones eran insuficientes para una ciudad y un equipo con aspiraciones importantes en el fútbol. Además, la visibilidad era muy deficiente por la distancia entre terreno de juego y graderías. Al finalizar el año, se había terminado la nueva grada de Preferencia, con una capacidad de 8726 espectadores en dos alturas. Esta grada se construyó con un edificio de oficinas de 8 plantas junto a ella, con el fin de poder construir las instalaciones mediante empresas privadas, que pudieran explotar las oficinas. Este edificio es la fachada visible de todo el lateral del campo.
Los datos sobre el nuevo estadio son muy escasos, y pocos saben con exactitud detalles sobre el futuro campo de fútbol ya que se encuentra sin terminar. A partir de septiembre de 2007 comenzó la construcción del Fondo Norte, que se estrenó en septiembre de 2008. A continuación, a final de la temporada 2010-11 se comenzó a construir el Fondo Sur, quedando acabado, solo en su parte baja, con 3000 localidades de asiento. Al mismo tiempo, se consiguió la edificación de la Tribuna Cubierta, de características similares a la ya existente Preferencia, pero con un gran espacio anexo disponible para otras instalaciones. Además, se finalizó el edificio de oficinas de la grada de Preferencia (grada este), que aún se mantiene en bruto hasta que se decida la compañía que utilice las instalaciones del estadio.
En la actualidad, el estadio tiene una capacidad total de 21 555 espectadores según los datos oficiales, y de las cuales, 77 localidades están reservadas para personas con discapacidad. La grada con más aforo es la zona de Preferencia, que cuenta con una capacidad total de 8604 asientos, de los que 35 están destinados a personas discapacitadas. Aunque parecen casi iguales, el Fondo Norte es algo más grande que el Fondo Sur, ya que cuenta con 3962 localidades (21 reservadas para personas con discapacidad), mientras que la Sur está predispuesta para un aforo pleno de 3337 asientos, de los que 125 son de la Grada de Animación y 3212 el resto. La Tribuna Descubierta tiene una capacidad para 2182 espectadores, mientras que la Cubierta alcanza apenas los 488 asientos. En Anfiteatro hay 2684 localidades. En total, la grada más cara del estadio suma 5354 espectadores. A esas cifras hay que añadirle que el estadio en el juega el Córdoba C. F. también dispone de 172 asientos en la Zona vip, más 126 plazas en los palcos del recinto blanquiverde. Los accesos del estadio se encuentran en las cuatro esquinas del recinto, en puertas A, B, C y D. El diseño del estadio es de estilo inglés: todo cerrado y con formas cuadradas; cuenta con un voladizo que cubre todas las localidades en el caso de los fondos, con una grada baja es la única que tiene continuidad en los cuatro costados; las gradas altas se cortan en las esquinas.
La última fase de remodelación del estadio, contempla el paso más grande de todos: la empresa encargada deberá demoler la actual tribuna, el paso más complicado de demolición, puesto que cuenta con dos niveles, voladizo, y todas las dependencias del club, que pasarían al Fondo Norte. En el exterior de la grada de tribuna, se encontrará un hotel. Además, esta misma empresa terminará y explotará el edificio de oficinas anexo a la preferencia. El voladizo que cubrirá la grada de Tribuna, continuará hasta tapar parte de la calle, que será el acceso al hotel. El proyecto, contempla, como broche final, la mejora de los accesos, un cambio en la fisonomía de la zona de la autovía aledaña al campo, que permitirá el fácil paso de un lado a otro de la carretera. Al otro lado, se encontrará la ciudad del ocio.
Cuando los jugadores y cuerpo arbitral salen del túnel de vestuarios, es cantado el himno a capela por la afición, e inmediatamente después, se anuncia por megafonía la alineación del Córdoba; y cuando el conjunto blanquiverde marca gol, suele ir acompañado de un efecto musical que dura aproximadamente 30 segundos y está hecho por la canción “Kernkraft 400” de Zombie Nation, durante los cuales se exclama el nombre del goleador. Se llenó completamente el aforo en el partido de la temporada 2014-15 disputado en el estadio entre el Córdoba C. F. y el Real Madrid, el cual finalizó con un 1-2 a favor de los blancos.
A lo largo de su historia, ha habido varios partidos disputados en el estadio municipal en los cuales el Córdoba no ha participado. Poco después de su inauguración oficial, el 8 de febrero de 1994, se disputó un partido entre F. C. Barcelona y Borussia Dortmund, con un resultado de 3-0 favorable a los catalanes. Tiempo después, el 25 de abril de 2001 se jugó un partido amistoso entre la Selección española y Japón, que servía de preparación para el Mundial 2002 de Corea y Japón, el cual finalizó 1-0 a favor del equipo español. El último partido destacado tuvo lugar el 13 de enero de 2021, cuando el estadio fue la sede de las semifinales de la Supercopa de España, disputada entre el F. C. Barcelona y la Real Sociedad, y en la que el conjunto barcelonista se impuso en la tanda de penaltis.

## Datos del club
- Temporadas en 1.ª: 9
- Temporadas en 2.ª: 35
- Temporadas en 1.ª RFEF: 2
- Temporadas en 2.ª B: 19
- Temporadas en 2.ª RFEF: 1
- Temporadas en 3.ª: 4

- Mejor clasificación en 1.ª: 5.º (1964-65)
- Peor clasificación en 1.ª: 20.º (2014-15)
- Puesto histórico en Primera División: 40.º
- Mayor goleada conseguida:
  - Córdoba 9-0 Brenes (Tercera División 1984-85)
- Mayor goleada conseguida fuera de casa:
  - RB Linense 0-5 Córdoba (Segunda División B 2020-21)
- Mayor goleada encajada:
  - Real Valladolid 6-0 Córdoba (Primera División 1962-63)
- Mayor goleada encajada en casa:
  - Córdoba 0-8 F. C. Barcelona (Primera División 2014-15)

### Trayectoria histórica
Notas:
- La Segunda División B fue introducida en 1977 como categoría intermedia entre la Segunda División y Tercera División.
- La Primera RFEF y la Segunda RFEF fueron introducidas en los años 2020 y 2021 respectivamente, siendo dos categorías intermedias entre la Segunda División y Tercera RFEF.

### Palmarés

#### Torneos regionales
| Competición regional                               | Títulos           | Subcampeonatos |
| -------------------------------------------------- | ----------------- | -------------- |
| Trofeo Ciudad de Córdoba (3-2)                     | 1975, 1976, 1977. | 1978, 2016.    |
| Trofeo Arcángel (3-2)                              | 1986, 1988, 1992. | 1987, 1991.    |
| Trofeo Montilla Moriles (1-1)                      | 1968.             | 1967.          |
| Trofeo Puertas de Córdoba (1-1)                    | 2024.             | 2023.          |
| Torneo de San Ginés (1-1)                          | 2001.             | 1977.          |
| Trofeo Corpus de Cádiz (1-0)                       | 1962.             |                |
| Trofeo Feria de Toledo (1-0)                       | 1975.             |                |
| Trofeo Ciudad de Motril (1-0)                      | 1977.             |                |
| Trofeo Bahía de Algeciras (1-0)                    | 1982.             |                |
| Trofeo del Olivo (1-0)                             | 1986.             |                |
| Trofeo Cervantes (1-0)                             | 1990.             |                |
| Trofeo Almendralejo-Ciudad de la Cordialidad (1-0) | 2017.             |                |
| Trofeo Colombino de fútbol (1-1)                   | 2024.             | 2016.          |

#### Torneos nacionales
| Competición nacional                          | Títulos              | Subcampeonatos |
| --------------------------------------------- | -------------------- | -------------- |
| Copa Real Federación Española de Fútbol (1-0) | 2021                 |                |
| Segunda División de España (1-1)              | 1961-1962            | 1959-1960      |
| Segunda División B de España (2-1)            | 1994-1995, 1996-1997 | 1980-1981      |
| Primera División RFEF (0-1)                   |                      | 2023-2024      |
| Segunda División RFEF (1-0)                   | 2021-2022            |                |
| Tercera División de España (1-1)              | 1955-1956            | 1984-1985      |

#### Torneos amistosos
- Trofeo Ciudad de Córdoba (3): 1975, 1976, 1977
- Trofeo Ciudad del Torcal (Antequera) (3): 1980, 2001, 2011
- Trofeo Arcángel (2): 1986, 1992
- Trofeo del Olivo (2): 1986, 2023
- Trofeo Corpus de Cádiz (1): 1962
- Trofeo Ciudad de Melilla (1): 1976
- Trofeo Bahía de Algeciras (1): 1982
- Trofeo Ciudad de Alcoy (1): 1992
- Trofeo Ciudad de Linares (1): 2019
- Trofeo Linarejos (1): 2022
- Trofeo Puertas de Córdoba (1): 2024
- Trofeo Colombino (1): 2024

## Organigrama deportivo

### Jugadores
| Máximos goleadores | Máximos goleadores            | Máximos goleadores | Más partidos disputados | Más partidos disputados  | Más partidos disputados |
| ------------------ | ----------------------------- | ------------------ | ----------------------- | ------------------------ | ----------------------- |
| 1.                 | "Manolín" Cuesta              | 93 goles           | 1.                      | Simeón Solerc, "Simonet" | 316 partidos            |
| 2.                 | "Juanín" García               | 76 goles           | 2.                      | "Juanín" García          | 315 partidos            |
| 3.                 | José Luis Rodríguez, "Loreto" | 65 goles           | 3.                      | "Juanito" González       | 308 partidos            |
| 4.                 | Antonio Burguete              | 61 goles           | 4.                      | José Luis Navarro        | 285 partidos            |
| 5.                 | "Manolo" López                | 57 goles           | 5.                      | José Miguel Ortega       | 284 partidos            |

Nota: En negrita los jugadores aún activos en el club.

### Entrenadores
Entre los preparadores más destacados de la historia del club, es preciso mencionar al argentino Roque Olsen, el cual dirigió al equipo a su primer ascenso a la Primera División. Por otro lado, también se debe destacar las figuras de José Juncosa, que logró el segundo ascenso a Primera en la temporada 1970-1971, y Josu Ortuondo, que consiguió el primer y único ascenso del Córdoba a la Segunda División B en 1985.
José Tomás Escalante es el entrenador con más partidos al frente del conjunto blanquiverde, con un total de 176 partidos oficiales: 63 de Segunda División, 97 de Segunda B, 10 de fase de ascenso a Segunda y 6 de Copa. Además, había sido jugador del Córdoba en 230 partidos entre la 1968-1969 y la 1979-1980. Una vez retirado, le ofrecieron hacerse cargo del primer equipo cordobesista en noviembre de 1981, entre las etapas de Cayetano Ré y Zdravko Rajkov. Seis años después, regresó al cargo al inicio de la campaña 1986-1987, aunque sólo duró 8 encuentros. En diciembre de 1998 fue elegido como sustituto de Pedro Campos, entrenando al Córdoba de manera ininterrumpida durante 93 partidos, hasta diciembre de 2000, periodo durante el que logró el ansiado ascenso a Segunda División de 1999. Ya en el siglo XXI, Escalante vivió una cuarta etapa como primer entrenador del Córdoba, desde octubre de 2005 hasta junio de 2007, en la que consiguió un nuevo ascenso a Segunda en el año 2007.
Paco Jémez es otro de los entrenadores más reconocidos de la entidad. Dirigió al primer equipo del Córdoba en un total de 82 partidos oficiales: 73 en Segunda, 7 en Copa y 2 en fase de ascenso a Primera. Había sido jugador blanquiverde en sus comienzos, lo que fue un aliciente para que en la temporada 2007-08 viviera su primera experiencia en el fútbol profesional de la mano del Córdoba. Regresó en 2011 para vivir una segunda etapa al frente del primer equipo cordobesista, y para protagonizar una de las mejores temporadas de la entidad en las últimas décadas, tanto por resultados como por juego. Finalizó 6.º en la Liga, dándole al club la oportunidad de jugar su primer play-off de ascenso a Primera. No obstante, sería eliminado por el Valladolid en semifinales.
Albert Ferrer fue el técnico del último ascenso a Primera División, en la temporada 2013-14. Estuvo al frente del equipo un total de 28 partidos: 8 en Primera, 16 en Segunda y 4 en fase de ascenso a Primera. A pesar de llegar una vez pasado el ecuador de la temporada, logró clasificar al equipo como 7.º, lo que le permitía jugar el play-off de ascenso gracias a la clasificación como 3.º del F. C. Barcelona B. Finalmente, después de imponerse en la eliminatoria ante el Real Murcia, consiguió el ansiado ascenso a Primera después otra eliminatoria muy dura ante la U. D. Las Palmas.
José Ramón Sandoval es también muy recordado en la entidad por su labor al frente del primer equipo. Llegó en febrero de la temporada 2017-18 a un Córdoba que se encontraba en puestos de descenso a Segunda B a 14 puntos de la salvación. Contra todo pronóstico, el conjunto blanquiverde logró mantener la categoría en el último encuentro, realizando una remontada histórica de puntaje.
Germán Crespo Sánchez, que ocupó el cargo de entrenador del primer equipo blanquiverde desde abril de 2021 a marzo de 2023, logró un ascenso a Primera Federación en la temporada 2021-22; consiguiendo en dicha temporada también la Copa RFEF, siendo este el primero título que el club conquistaba en el siglo XXI.
Iván Ania llega al club blanquiverde para dirigir al equipo con la llegada del nuevo CEO Antonio Fernández Monterrubio, con el objetivo de ascender a Segunda División. Durante todos los encuentros de este curso, el fútbol practicado por los blanquiverdes fue combinativo y eminentemente vertical, en el que los laterales cobraban un especial protagonismo con sus incursiones por los costados. El equilibrio entre defensa y ataque fue básico para cumplir con el reto del ascenso a Segunda División. De menos a más, los de Iván Ania engrasaron la maquinaria hasta que llegaron los resultados. De hecho, los blanquiverdes lograron prácticamente calcar los números en casa y fuera de ella, ya que en ningún momento el equipo modificó su forma de jugar. El plan trazado funcionó pese al dubitativo comienzo y pese a las bajas que tuvo que soportar a lo largo de la temporada e Iván Ania fue fiel a una idea hasta conseguir el objetivo final venciendo en los Playoff de ascenso a la Ponferradina y al Barcelona Atlètic.

## Cantera

### Córdoba Club de Fútbol "B"
El equipo filial del Córdoba es el Córdoba Club de Fútbol "B", fundado en 1997. En la temporada 2014-15 compite en Segunda División B por segunda vez en su historia, tras finalizar la campaña anterior en la 11.ª posición del grupo IV. Tras dos temporadas en el Grupo IV de la Segunda División B de España, el club andaluz descendió a la Tercera División de España, en concreto al Grupo X de Tercera.
En la temporada 2015-16 en el Grupo X de Tercera terminó como claro campeón, destacado sobre sus rivales, como el equipo con más victorias y más goles marcados. En casa ganó 18 partidos y solamente empató 2. En el play-off de ascenso se enfrentó al Lorca Deportiva, con el cual perdió 1-2 en la ida, en la única derrota de local en la temporada, pero en la vuelta se tomó la venganza venciendo por un claro 0-3 con golazos de Esteve 2 y del juvenil Vera.
En la temporada 2016-17 volvió a militar en el grupo IV de Segunda B, consiguiendo 48 puntos y terminando, como en su primera campaña en la categoría, en la 11.ª posición.
En la temporada 2017-18 jugó en el mismo grupo de la misma categoría, pero tristemente finalizó en la 18.ª posición, descendiendo de categoría. Tras cuatro temporadas en la categoría de bronce, ocupa el puesto 203.º en la clasificación histórica de Segunda B, con 174 puntos en 148 partidos, siendo el 23.º equipo filial de la misma.
Actualmente, disputa la Tercera División RFEF.

### Fútbol base
El equipo juvenil del Córdoba milita en uno de los 7 grupos de División de honor, máxima categoría nacional del fútbol juvenil. El segundo equipo juvenil milita en la categoría inmediatamente inferior, Liga Nacional. El Córdoba tiene, además, dos equipos de categoría cadete, dos en infantiles, tres en alevines y siete en benjamines. Actualmente la cantera está cosechando muchos títulos prácticamente en todas las categorías. Una cantera que va de menos a más.

## Otras secciones deportivas

### Fútbol Femenino
El Córdoba C. F. tuvo en el pasado secciones en otras disciplinas deportivas como el fútbol femenino, con equipo entre 2009 y 2012. Posteriormente, el 2018 se absorbió al A. D. Naranjo Femenino por lo que sus siete categorías, incluyendo al equipo que milita en la Segunda División de Fútbol Femenino, pasan a integrar al Córdoba C. F. Femenino. La meta del nuevo Córdoba C. F. Femenino es «estar lo más alto posible» partiendo, obviamente, desde la segunda categoría del fútbol femenino. Actualmente, el equipo disputa la Liga Reto Iberdrola en su grupo Sur y juega sus partidos como local en la ciudad deportiva “Rafael Gómez”. El entrenador es José Antonio Contreras.

### Fútbol Sala
El Córdoba Futsal, conocido también por razones de patrocinio como Córdoba Patrimonio de la Humanidad, es el equipo de fútbol sala que juega bajo la marca del Córdoba C. F.. Desde la temporada 2019-2020 compite en la Primera División de la Liga Nacional de Fútbol Sala.
Fue fundado en 2013 por José García Román, el cual ha logrado que el club pase de no ser profesional a alcanzar la élite del fútbol sala español. El club gestiona categorías juveniles, y cuenta además, con el apoyo de patrocinadores locales. Desde 2017, el club se hace cargo del 70% de su presupuesto, y por ello, le permite adoptar los colores del club. Juega en el Palacio Municipal de Deportes Vista Alegre.

### Secciones desaparecidas
En Balonmano, tuvo un equipo que llegó a competir en Primera (la segunda categoría nacional) al menos la temporada 1967-68. En la actualidad, no consta que sigan existiendo como tal.

## Administración
El Córdoba C. F. ha tenido un total de 29 presidentes a lo largo de sus 60 años de historia, siendo todos estos españoles, a excepción del actual Abdulla Al-Zain, el cual es de nacionalidad bareiní.
Rafael Campanero Guzmán es el presidente más laureado de la historia del club, además del que más tiempo ha estado al frente de la presidencia de la entidad blanquiverde: 12 años. Estos se encuentran repartidos a lo largo de tres etapas: la primera entre 1969 y 1975, en la que se logró su segundo ascenso a Primera; una segunda etapa entre 1983 y 1986, en la que se consiguió su primer y único ascenso a Segunda B; y finalmente entre 2006 y 2009, para lograr un nuevo ascenso del club a Segunda. También, ha destacado por su papel en el club ocupando diferentes cargos como delegado, directivo de diferentes juntas, o incluso como recogepelotas. Ocupó el cargo de Presidente de Honor del Club desde su jubilación hasta su fallecimiento, el 19 de junio de 2022.
En el año 2000, la entidad pasó a convertirse en una sociedad anónima deportiva (SAD) tras la entrada en vigor de la ley que las regulaba, y por tanto, se debía modificar el sistema de elección de presidente, que debería ser elegido por los accionistas de la entidad. Con el paso de los años, la gran parte de las acciones terminaron siendo adquiridas por la empresa Prasa de José Romero González, recogiendo hasta el 98,72% de dichas acciones y convirtiéndose así en el máximo accionista del club. Por otro lado, el otro 1,28% pertenecen a varios accionistas independientes, los cuales se reúnen bajo el sobrenombre de Minoritarios C. F. En el año 2011, el paquete mayoritario de acciones fue adquirido por la empresa de Azaveco de Carlos González González, y posteriormente, por Aglomerados Córdoba de Jesús León en 2018.
No obstante, cabe destacar que entre finales de 2019 y principios de 2020, el club estuvo intervenido por administradores judiciales debido la detención del presidente Jesús León y el estallido de la Operación Trapicheos. Debido a esto, el juez de lo Mercantil permitió la salida del club a un nuevo concurso de acreedores, lo que supuso la separación de la SAD y la Unidad Productiva en el año 2019. De esta manera, el control total de la institución pasaba a manos de la sociedad bareiní Infinity Capital, cuyo consejo de administración reemplazaba a la S.A.D bajo el nombre de Unión Futbolística Cordobesa.
El 21 de septiembre de 2024, Infinity Capital deja de ser dueño único de la S.A.D que rige los destinos del equipo de fútbol que ahora milita en Segunda División. Según se comunicó, la empresa afincada en San Francisco Park Bench pasaba a formar parte del capital social de la entidad adquiriendo el 37%.
Desde enero de 2020 es presidente Abdulla Al-Zain, secundado por el siguiente Consejo de Administración actualizado durante octubre de 2024:
| \| - Presidente: - Abdulla Al-Zain - CEO: - Antonio Fernández Monterrubio - Consejeros: - Mohammed Al-Nusuf - Alsharif Faisal bin Jamil - James Anthony Bord - Wai Yin Kelly Kung - Justin Royce Harkema - Secretario no miembro del Consejo - Ricardo Oliveras Salva - Directora de Administración: - Rosa Mª Agredano Molina \| | - Director Deportivo: - Juanito - Secretario Técnico: - Raúl Cámara - Director de Cantera: - Javi Flores - Responsable de los servicios médicos: - Dr. José Miguel Bretones |
| - Presidente: - Abdulla Al-Zain - CEO: - Antonio Fernández Monterrubio - Consejeros: - Mohammed Al-Nusuf - Alsharif Faisal bin Jamil - James Anthony Bord - Wai Yin Kelly Kung - Justin Royce Harkema - Secretario no miembro del Consejo - Ricardo Oliveras Salva - Directora de Administración: - Rosa Mª Agredano Molina       | |

### Listado cronológico de todos los presidentes
| - Andrés Jurado Alcántara (1954-1955) - Alfonso Cruz-Conde (1955-1956) - Carlos Amado Gómez León (1956) - José Barrena (1956-1958) - José Luis Fernández-Castillejo (1958) - Alfonso Cruz-Conde (1958-1961) - José Salinas González (1961-1966) - Francisco Gutiérrez Vallejo (1966) - Rafael Morón Gómez (1966-1969) - Rafael Campanero Guzmán (1969-1975) - José Torronteras Rojas (1975) - Ricardo Mifsut Vizcaíno (1975-1978) - Joaquín Bernier Guisado (1978) - José María Romeo Moya (1978-1983) - Rafael Campanero Guzmán (1983-1986) - Alfonso Gómez López (1986) - Enrique Cárdenas de Mula (1986-1989) - Antonio Adarve López (1989-1991) - Claudio Ripoll Gómez (1991-1992) - Francisco Rojas Luque (1992-1993) - Rafael Barroso Hernández (1993) - Rafael Gómez Sánchez (1993-1998) - Manuel Oviedo Martínez (1998-1999) - Manuel Palma Marín (1999-2000) | - Ángel Marín Cano (2000-2003) - Rafael Gómez Sánchez (2001-2002) - Enrique Orizaola Paz (2003-2006) - Rafael Campanero Guzmán (2006-2009) - José Miguel Salinas Moya (2009-2011) - Carlos González González (2011-2016) - Alejandro González Muñoz (2016-2018) - Jesús León López (2018-2019) - Francisco Estepa y Francisco Javier Bernabéu (Administradores Judiciales) (2019-2020) - Abdulla Al-Zain (2020-Actualidad) |

## Área social y dimensión sociocultural

### Afición y grupos de animación
El club cuenta con algo más de 8250 abonados en la actual temporada en la Segunda División RFEF, las cuales son cifras muy considerables para tratarse de un club que juega en la cuarta categoría del fútbol español. Sin embargo, estas quedan lejos de los cerca de 17 000 abonados que logró en la temporada que disputó la Primera División, y de los 15 776 abonados de la siguiente campaña.

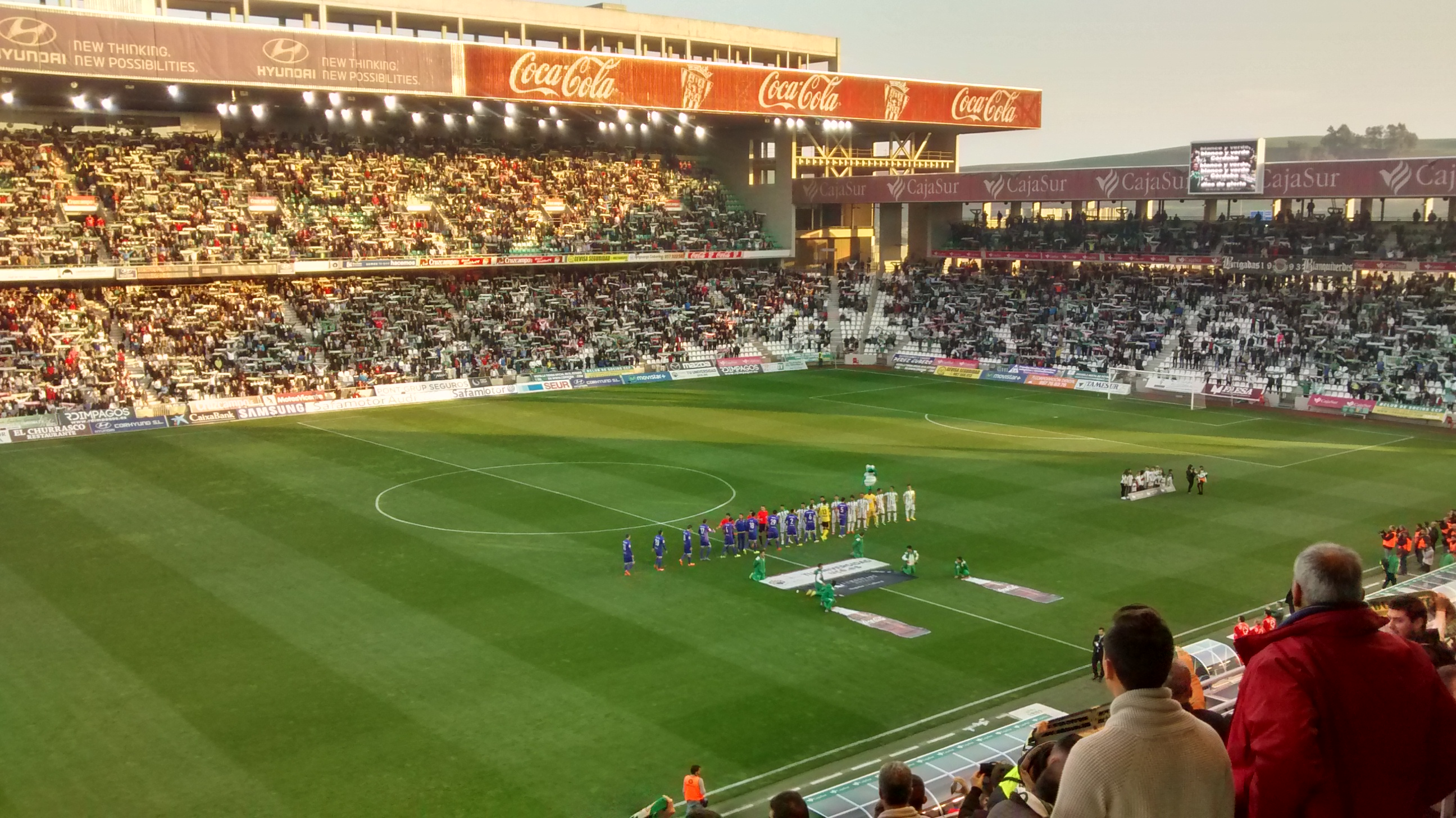
Encuentro entre el Córdoba y el C. D. Leganés (2-3), jugado en el Nuevo Arcángel en enero de 2016.

Como suelen ser la mayoría de aficiones de Andalucía, la afición blanquiverde suele ser exigente, pero anima bastante a su equipo cuando más lo necesita. Además, es bastante numerosa y fiel, pues siempre ha aglutinado la cifra entre 8 y 10 000 fieles abonados pese a haber estado más de 40 años sin jugar en la Primera División. De hecho, dentro del estadio, existen varios grupos de animación que no paran de realizar cánticos a lo largo del partido, y motivan al resto de la afición para que anime también. Entre ellos, destacan en el Sector 7 del Fondo Norte el grupo de Incondicionales C. F. y por otro lado, en el Sector 4 de Fondo Sur, se ubica el grupo ultra cordobesista Brigadas Blanquiverdes, los cuales se caracterizan por ser unos grupos compuestos de un centenar de jóvenes cordobesistas que se reúnen para animar a su equipo y alentar al resto de la afición presente en el estadio.
En lo que a los partidos fuera del Nuevo Arcángel se refiere, la afición cordobesista tiene un récord en su haber: estando en Segunda B, hizo el desplazamiento de más de 10 000 seguidores en la temporada 1996-1997 al Martínez Valero de Elche, llenando casi la totalidad del anillo superior del coliseo ilicitano. Otros desplazamientos masivos de esta afición fueron los realizados a Riazor (2000) contra el filial del Dépor o a Lasesarre (1500) de Baracaldo. Ya en Segunda División destacan los 4000 que fueron al Coliseum de Getafe en la temporada 2002-03 o los 3000 que fueron a Butarque de Leganés la temporada 2003-04. También destacan "los 175" de Huesca en 2007, entradas facilitadas por el club oscense de cara a la vuelta de la final por el play-off, aunque finalmente uno de los fondos de El Alcoraz acabó abarrotado de cordobesistas que se podían contar cerca de 1000.
Tras el retorno a Primera en 2014, el Córdoba disputó el primer partido de Liga ante el Real Madrid, yendo más de 4000 cordobesistas hasta el Santiago Bernabéu para ver a su equipo volver a jugar en la élite tras 42 años. A lo largo de dicha temporada, también destacaron los desplazamientos de más de 3000 cordobesistas al Vicente Calderón y al Camp Nou para ver al Córdoba medirse ante el Atlético de Madrid y F. C. Barcelona respectivamente. Hasta 2000 fueron a Bilbao para vivir la primera victoria de su equipo ante el Athletic Club en el Nuevo Estadio de San Mamés.

### Peñas
El Córdoba tiene distintas peñas alrededor de toda la extensión provincial y nacional, habiendo un total de 62 peñas en la actualidad.
El 11 de julio de 2009, se puso en marcha la primera peña fuera de las fronteras cordobesas, ”Sangre Blanquiverde”. Esta peña de más de 50 miembros, reúne a los cordobesistas nacidos en Barcelona o resto de Cataluña, apoyando y dando colorido a los desplazamientos del equipo a tierras catalanas, levantinas, aragonesas o castellanas. También en Madrid se inauguró el 4 de febrero de 2011 la Peña Cordobesista ”Casa de Córdoba en Madrid”, presidida por Rafael Gómez, hijo del expresidente blanquiverde Alfonso Gómez, abogado y escritor. Todos los socios de citada Casa de Córdoba, pertenecen a su vez a la Agrupación de Peñas Cordobesistas.
En 2017, varias peñas y miembros de los grupos de animación anunciaron la creación de la plataforma CCF Somos Nosotros, con el pretexto de velar por el club y la unión del cordobesismo.

### El club en los medios de comunicación
El club contó durante varios años con su propio propio de televisión, CFTV, el cual realizaba la función de promover el conocimiento y difusión de la institución. El canal se ocupaba de las retransmisiones de todos los actos institucionales del club, como asambleas, ruedas de prensa, informativos de actualidad y tertulias, además de emitir partidos oficiales de sus equipos deportivos en directo en abierto. Además, ofrecía reportajes con todos los protagonistas de la vida diaria de la entidad, desde los jugadores del primer equipo hasta los miembros de las categorías inferiores, así como empleados y béticos ilustres. Sin embargo, la plataforma dejó sus funciones en el año 2019.
En la actualidad, todas estas funciones son llevadas a cabo en el programa Todo C. F. por el canal PTV Córdoba. Ésta, además realiza ocasionalmente entrevistas a aficionados, peñistas, o incluso personas destacadas de la historia del Córdoba, con el objetivo de dar testimonio a todo el mundo gran cantidad anécdotas y episodios que quedaron para el recuerdo. Además, retrasmite todos los partidos que el primer equipo juega como local. No obstante, desde 2019, todos los partidos que éste juega, pueden ser vistos en directo a través la plataforma Footters.
Además, el club dispuso unos años de su propia cobertura radiotelevisiva, conocida como CFRadio, la cual cesó su actividad el 1 de agosto del año 2014.
No obstante, través de las nuevas tecnologías, cada vez más presentes en el tanto en la cultura popular como en el ámbito deportivo, el club ofrece a sus aficionados las últimas noticias referentes a todos los aspectos de la entidad. El club dispone de una página web, donde informa ampliamente y de forma actualizada de los aspectos más significativos, tales como su historia, comunicados, organigrama, cantera o himno entre otros. En este aspecto, la cobertura del club avanza con el crecimiento tecnológico y ofrece informaciones semejantes en las distintas redes sociales que han ido apareciendo en los últimos años. Plataformas como Facebook, Instagram o Twitter son además una nueva forma de comunicación entre el club y sus seguidores.

## Filmografía
- Documental Canal+ (10-5-2012), «Club de Fútbol: 'Córdoba C. F.'» en Canalplus.es[77]